# Charrería
La charrería, conocido originalmente como jaripeo, es el conjunto de destrezas, habilidades ecuestres y vaqueras propias del charro mexicano. Todo ello integran un deporte espectáculo de gran popularidad y raigambre en México. La charrería se desarrolla en ruedos llamados lienzos charros.
Desde el 1 de diciembre de 2016 es Patrimonio Cultural Inmaterial de la Humanidad, tras ser ingresada en esta lista representativa en la reunión del Comité Intergubernamental de la Unesco para la Salvaguardia del Patrimonio Cultural Inmaterial, celebrada en Adís Abeba, Etiopía.

## Historia
El origen de los deportes taurino-ecuestres nacionales o tauromaquia mexicana se remontan a mediados del siglo siglo XVI, poco tiempo después de la introducción de la ganadería de vacunos y equinos. La introducción del ganado vacuno y caballar fue exitosa, ya que se multiplicó y se extendió rápidamente por todo el país, de modo que, poco tiempo después, había más ganado vacuno y caballos en México que en España.
Las primeras actividades ganaderas se centraban principalmente alrededor de la industria del corambre y el sebo, tanto para la exportación como para el consumo interno. En 1587, por ejemplo, salieron del puerto de Veracruz hacia el puerto de Sevilla, más de 64,350 cueros vacunos. Esta ganadería se llevaba a cabo por medio de la cacería del ganado cimarrón (toros salvajes) con la ayuda de la desjarretadera, una lanza de  20 palmos (approx. 4.5 metros) con una navaja en forma de media luna en la punta para desjarretar a los toros. Un vaquero a caballo, portando la desjarretadera, galopaba a toda velocidad detrás de un toro salvaje y, colocándose ligeramente a un lado, golpeaba el jarrete de una de sus patas, cortando la carne y los nervios, incapacitándolo al instante. El vaquero entonces se desmontaba y remataba al toro apuñalándolo en la nuca, para después  desollarlo y quitarle el sebo, dejando la carne y el resto a que se pudriera en la campiña.

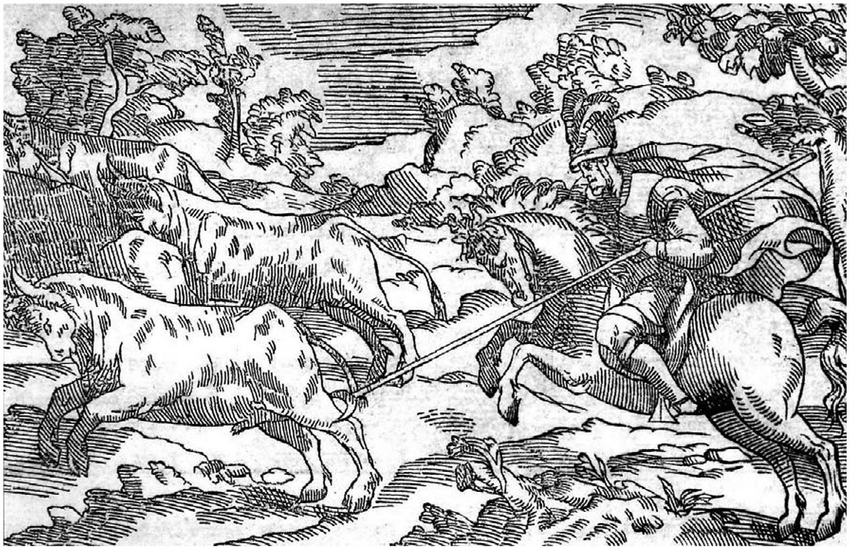
Caceria del Toro Cimarron (salvaje) en el México Colonial (1582). Esta fue la primera faena vaquera mexicana en convertirse en deporte.

De esta faena ganadera, surgió lo que se puede considerar el primer deporte taurino-ecuestre nacional, pues, hombres de a caballo, ajenos al oficio de vaquero, salían al monte con la dicha desjarretadera a cazar toros por recreación o afición porque, según ellos, se ejercitaban y hacían “fuertes” o ágiles en la silla. Agustín Dávila Padilla, sacerdote dominico, hizo referencia a esta faena hecha deporte al contar lo sucedido a un caballero mexicano en el siglo XVI: 

“Un hijo de un caballero, de los más nobles de México, habiendo tenido el habito en nuestra casa, le dejo, porque no le parecía que podía llevar aquella vida; y estando en unas estancias de su padre fuera de la ciudad mientras le crecía el cabello que la corona le tenia desproporcionado, ejercitábase conforme al puesto que tenía, y uso de los que acá nacen; y habiendo mandado ensillar un caballo a la gineta, subió en él con una desjarretadera en la mano para derribar algunas reses, como suelen usar los que se precian de ser hombres de a caballo, así para su recreación, como porque con esto se hacen recios y fuertes en la silla. Suelen llevar los más gallardos corredores el cuento de la desjarretadera por el aparte dé la vista, y el hierro de la media luna vuelto para sí, para que al hacer el lance salgan con mayor aire y gallardía, y la herida del toro con más fuerza. En este donaire iba el pobre caballerito, cuando súbitamente tropezó y cayó el caballo, y él hizo el golpe sobre el hierro anavajado de la desjarretadera, que le rasgó las tripas y le descubrió las entrañas, dejándole lastimosamente muerto."

Conforme la cultura vaquera mexicana se fue desarrollando y el ganado se fue expandiendo a lo largo de las décadas del siglo XVI y siglo XVII, nuevas faenas vaqueras utilizadas para el manejo del ganado vacuno y caballar fueron surgiendo. Los vaqueros tenían la tarea de realizar varios trabajos en las estancias o haciendas ganaderas, como hacer los rodeos, los herraderos, cazar ganado fugitivo, clasificar para identificación de ganado y cazar toros y caballos salvajes.
En su obra «Historia del Toreo en México» (1924), el historiador Nicolás Rangel recopiló varias denuncias ante la Santa Sede de algunos vaqueros acusados de «satanismo», incluyendo las hazañas de un mulato vaquero en una hacienda en Jalisco a quien se le acusó en 1604 de tener un pacto con el diablo y traer tatuado su imagen en la espalda, por sus habilidades ecuestres y vaqueras. Se decía que el dicho mulato se ataba fuertemente los pies y aguardaba a un toro muy bravo y que le metía en los cuernos dos naranjas, y a una potranca cerril, «por más corcovos que daba, llendo a caballo en ella, le iba quitando las cinchas y la silla y se quedaba en pelo en ella, sin apearse ni caer». Dichas suertes tan arriesgadas eran ya, hacía ese entonces, habilidades y deportes recreativos comunes entre los vaqueros del país, pero desconocidas para los españoles quienes las atribuían a la brujería.
Hacía el siglo XVIII, faenas como el coleo de toros, el uso del lazo, o las jineteadas, aunque aún rudimentarias, eran comúnmente empleadas en las haciendas del país durante los rodeos, herraderos y capaderos. Ya en ese entonces, dichas faenas se habían convertido en tradiciones lúdicas, expresiones de la tauromaquia mexicana, de gran arraigo en la población mexicana de toda clase, tanto de la gente del campo como de las ciudades. En 1765, Pedro Tamarón Romeral, obispo de Durango, arremetió contra los clérigos de aquellas regiones quienes se entretenían y ejercitaban coleando toros en la vía pública:

“Las plazas o parajes donde se lidian toros a sortearlos con pública ignominia y ajamiento se sus personas y con esta perversa inclinación se ejercitan también en colear el ganado vacuno, cuyos entretenimientos son disonantes a los referidos eclesiásticos, de notorio riesgo y peligro de sus vidas, les mandamos a todos los ordenados, en sacris, que con ningún pretexto usen de dichos ejercicios de torear, colear y correr los referidos animales, so la pena de excomunión mayor.”

 La jineteada o monta de toros, de igual manera, ya era también tradición común de la tauromaquia mexicana y al igual que el coleo estaba muy arraigada en la población. En su obra «Rusticatio Mexicana» (1781), el jesuita Rafael Landivar describió, en verso épico, el jineteo de toros y como se lidiaba, mientras se jineteaba el toro, otro toro, durante las corridas en los pueblos.

### SigloXIX: El Jaripeo

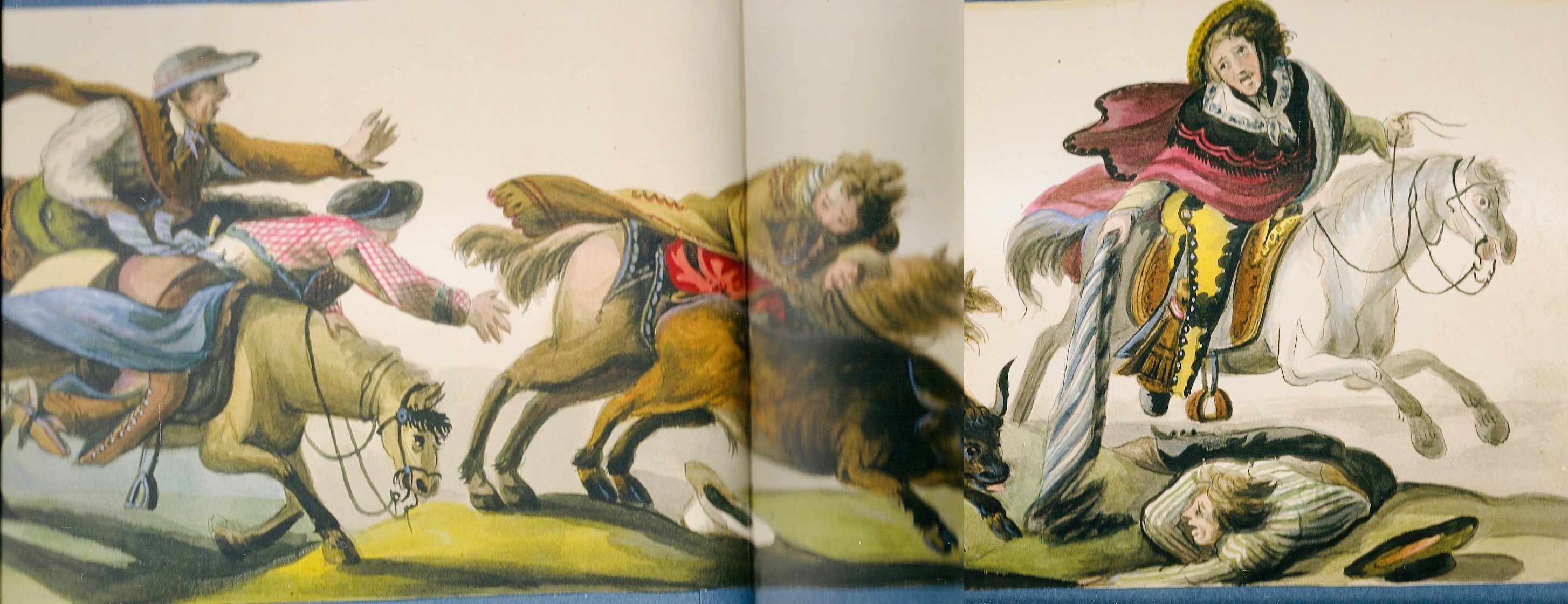
El Coleo en México en 1825 en una pintura titulada “Pasatiempo Mexicano” del francés Theubet de Beauchamp. El coleo de toros, o Coleadero, formó parte de las tradiciones lúdicas de los Rancheros mexicanos desde el siglo xvi

Si bien la tauromaquia mexicana se habían desarrollado desde antes del siglo XIX, esta comenzó a tomar forma y a perfeccionarse hasta ese entonces recibiendo una mayor difusión.
A lo largo de gran parte de la historia de México, estos deportes taurino-ecuestres se habían llevado a cabo principalmente en los campos y haciendas del país, a campo abierto o en pequeñas plazas rurales, con ganado salvaje, y rara vez aparecían en las arenas de las grandes ciudades y aún así solo como eventos secundarios. Un artículo en la revista deportiva inglesa «The New Sporting Magazine» (1835) describe con lujo de detalles el coleo de toros a campo abierto en la campiña del Bajío, región considerada como hogar de los mejores jinetes del país. Y la noble escocesa Frances Erskine Inglis describió las grandes festividades campestres, como los herraderos, en las haciendas ganaderas de Hidalgo, y detalló el Jineteo de Toros en 1839: 

La destreza de estos hombres es sorprendente; mas la parte más curiosa de la función fue cuando el cochero de los Adalid, un mexicano fuerte y hermoso, se montó en el lomo de un toro bravo, que cabeceaba y reparaba, como si estuviera poseído por una legión de demonios, y obligó al animal a dar vueltas y vueltas al galope, alrededor de la arena. Primero lazan al toro y le derriban sobre el costado, a pesar de su furiosa resistencia. Una vez que está derribado le montan, pero permaneciendo de pie, con las piernas abiertas, sin descansar sobre el lomo del toro hasta el momento que quitan el lazo de la cabeza de la res, que se levanta y se enloquece pretendiendo en vano quitarse una carga a la que no está acostumbrada. Para desmontar debe repetirse la misma suerte, pues de otra manera el toro acabaría a cornadas con el jinete. El trance es terriblemente peligroso, pues si el toro se quita al hombre, su muerte es casi segura; pero estos mexicanos son magníficos jinetes.

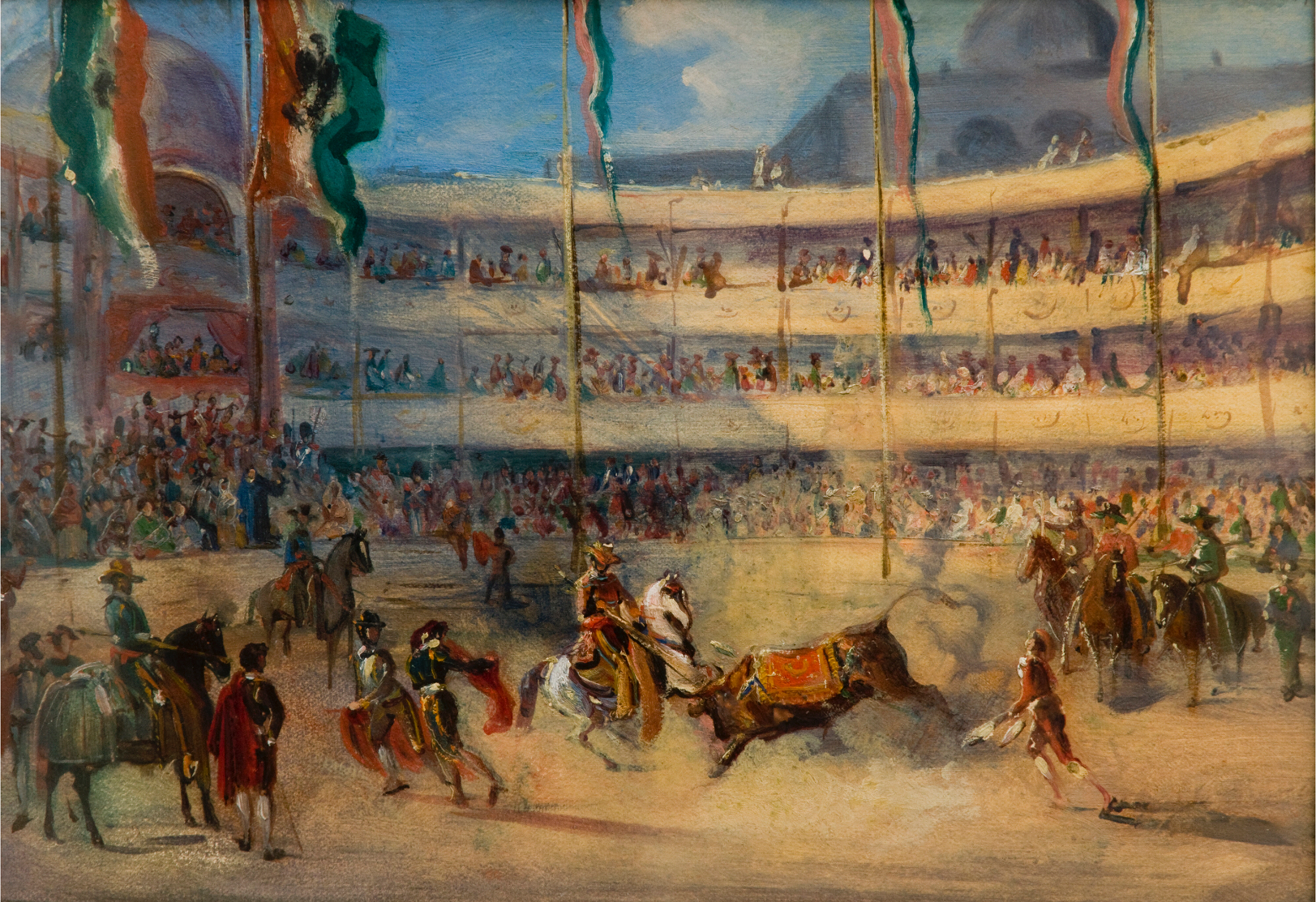
Corrida de toros en la Ciudad de México (1831), en donde los picadores iban vestidos como los Charros, los vaqueros de tierra adentro.

Hasta la década de 1860, el panorama taurino en México, especialmente en las grandes ciudades y entre las élites, estaba dominado por las corridas de toros españolas. En estos casos, las tradiciones mexicanas eran relegadas y minimizadas, apareciendo como simples adiciones folclóricas, como auxiliares, o eventos secundarios. Por ejemplo, los picadores solían salir vestidos como los vaqueros del interior del país (tierra adentro), los charros, en lugar del atuendo español. Los charros ayudaban al torero si este corría peligro lazando al toro, o si el toro no era lo suficientemente bravo o no tan dispuesto a la lidia, lo lazaban para sacarlo de la plaza. A veces, las corridas de toros incluían la monta de toros como evento secundario para animar el ambiente. El único lugar donde la gente podía encontrar las tradiciones ecuestres y vaqueras mexicanas en todo su esplendor era en el campo, en las haciendas, ranchos y pueblos.
Como resultado de la Intervención Francesa en México en la década de 1860, surgió un nuevo sentimiento de patriotismo y nacionalismo en todo el país, donde tanto el gobierno como la población impulsaron la idea de «lo nacional» o «todo lo mexicano» por encima de todo lo «extranjero». Esto incluía las tradiciones ecuestres y taurinas mexicanas por encima de las de España y Europa. Irónicamente, fue el emperador Maximiliano I de México quien, durante la Intervención Francesa, promovió y exaltó estas tradiciones, popularizándolas entre las élites mexicanas, pues era un gran admirador de la equitación mexicana. A menudo organizaba exhibiciones de lazo, monta de toros y otros eventos en el Palacio, donde invitaba a dignatarios extranjeros, y solía vestirse de charro incluso en eventos formales.
Todo esto tendría un efecto en las décadas de 1870 y 1880, cuando los empresarios y ganaderos promovieron la tauromaquia mexicana, difundiendo el Jaripeo, conocido por los españoles como «toreo mexicano», el conjunto de destrezas y habilidades ecuestres y vaqueras de los charros. Los lances o suertes mexicanas, originalmente faenas vaqueras, de lazar, colear toros, jineteo y doma de toros y caballos cerriles, barbear toros, y equitación, se enaltecieron a nivel nacional desde sus humildes orígenes rurales y ganaderos.
En su obra «La Tauromaquia» (1895), el escritor y periodista taurino español, Leopoldo Vázquez, quien presenció las hazañas del afamado Ponciano Díaz en 1889, refirió:

Jaripeo — Se da este nombre en México á las distintas suertes del toreo á caballo, que con singular habilidad y gran maestría ejecutan muchos de los lidiadores de aquel país en los circos taurinos regionales, que se diferencian poco de las de la misma índole que efectúan en el campo, y de las que anteriormente hicimos mención. Entre ellas figura la de lazar, colear y derribar á caballo, la de montar toros, la de rejonear, la de banderillear y la de torear á caballo también.

Las suertes originales del Jaripeo eran: 
- Colear toros: Consiste en derribar un toro, a caballo, tomándolo de la cola y tirando de ella para así derribarlo.

- Lazar: Cosiste en lazar a los toros por los cuernos o el pescuezo, los más diestros solo lo hacen de los cuernos; y en lazar del pescuezo a los caballos.[25]

- Manganear: Cosiste en lazar las «manos», o patas delanteras, de un toro o un caballo para derribarlo.[25]

- Pialar: Consiste en lazar las patas traseras de un toro o un caballo para derribarlo.[25]

- Jineteo de toros: consistía en que después de haber sido lazado de los cuernos o pescuezo y pialado de las patas o manganeado de las manos, se jineteaba.

- Jineteo de caballos cerriles: Consistía en que después de haber sido pialado o manganeado, el caballo era jineteado a pelo y sin riendas o pretal, sujetándose solo de la crin.

- Barbear toros: Consistía en enfrentar al toro a pie, tomándolo de la oreja con una mano y con la otra el morro, y de esta forma torcerle el pescuezo para derribarlo.[26][27]

- Banderillear toros á caballo: Consistía en poner banderillas al toro pero á caballo.[28]

- Capotear toros á caballo: Consistía en torear un toro con el capote pero á caballo.[29][30]

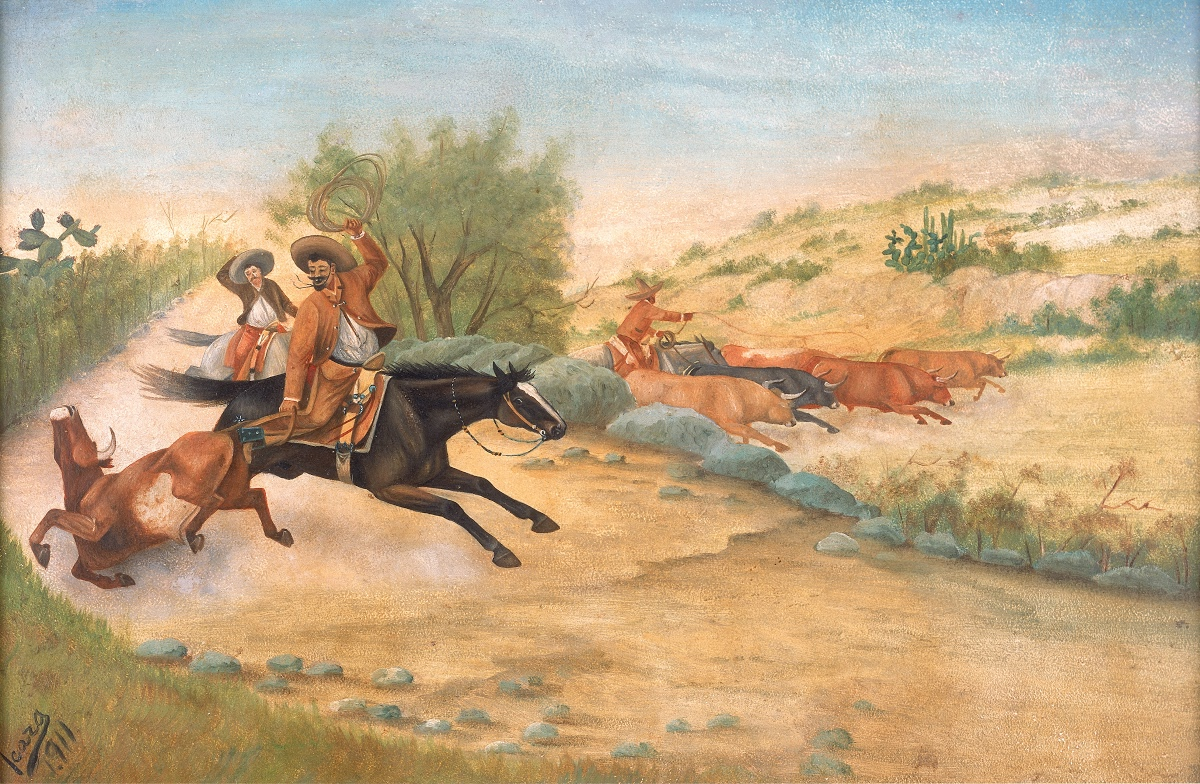
Coleando un toro.
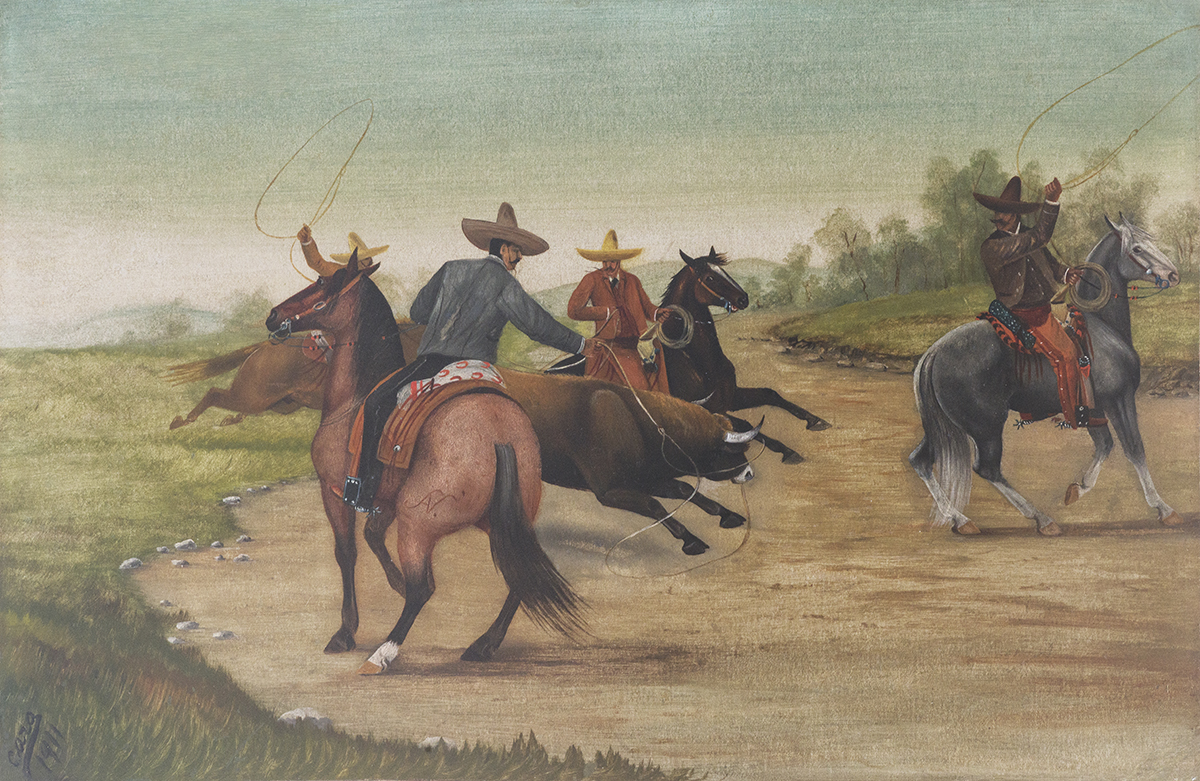
Manganeando un toro.
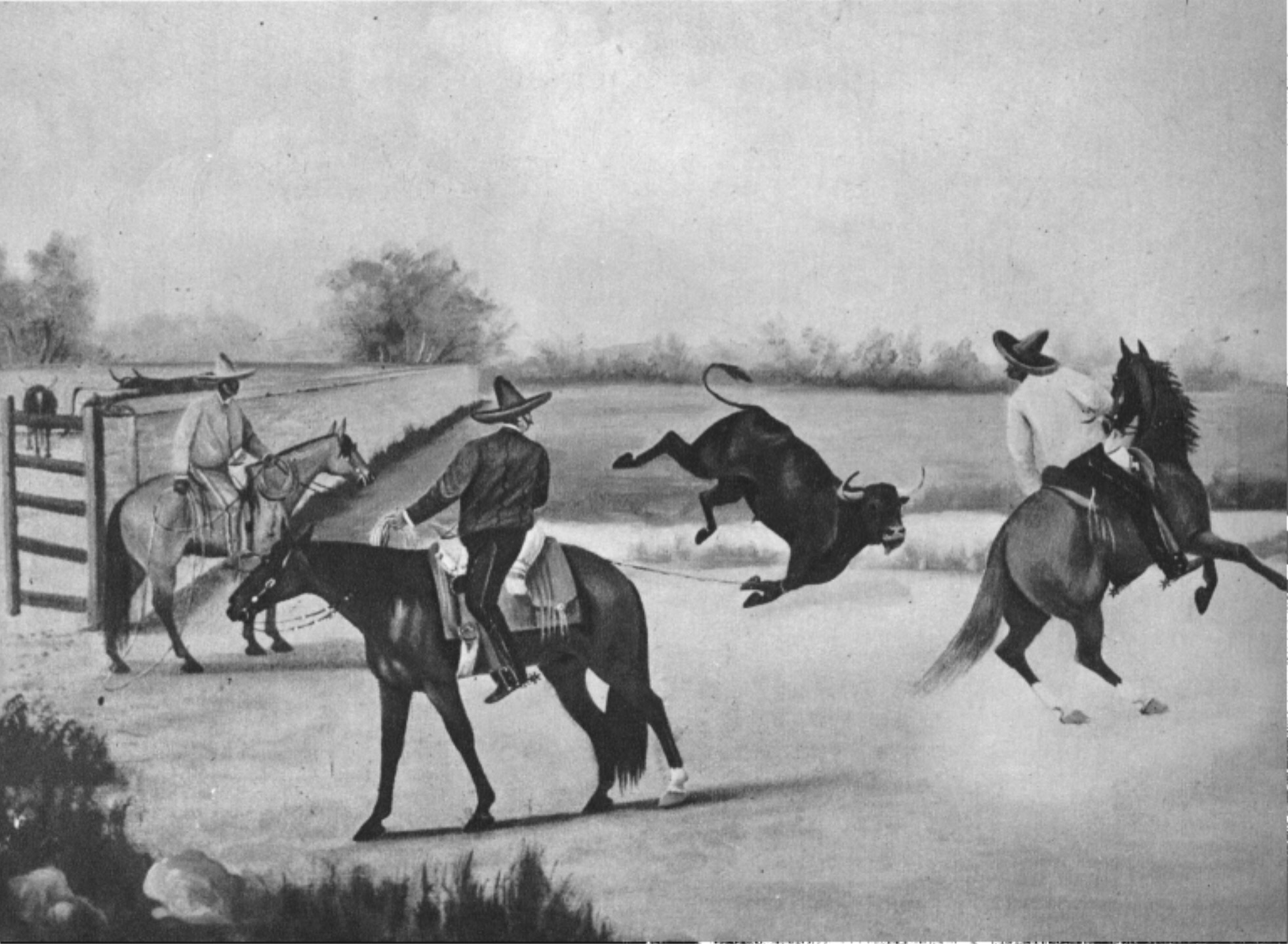
Ejecutando la mangana.
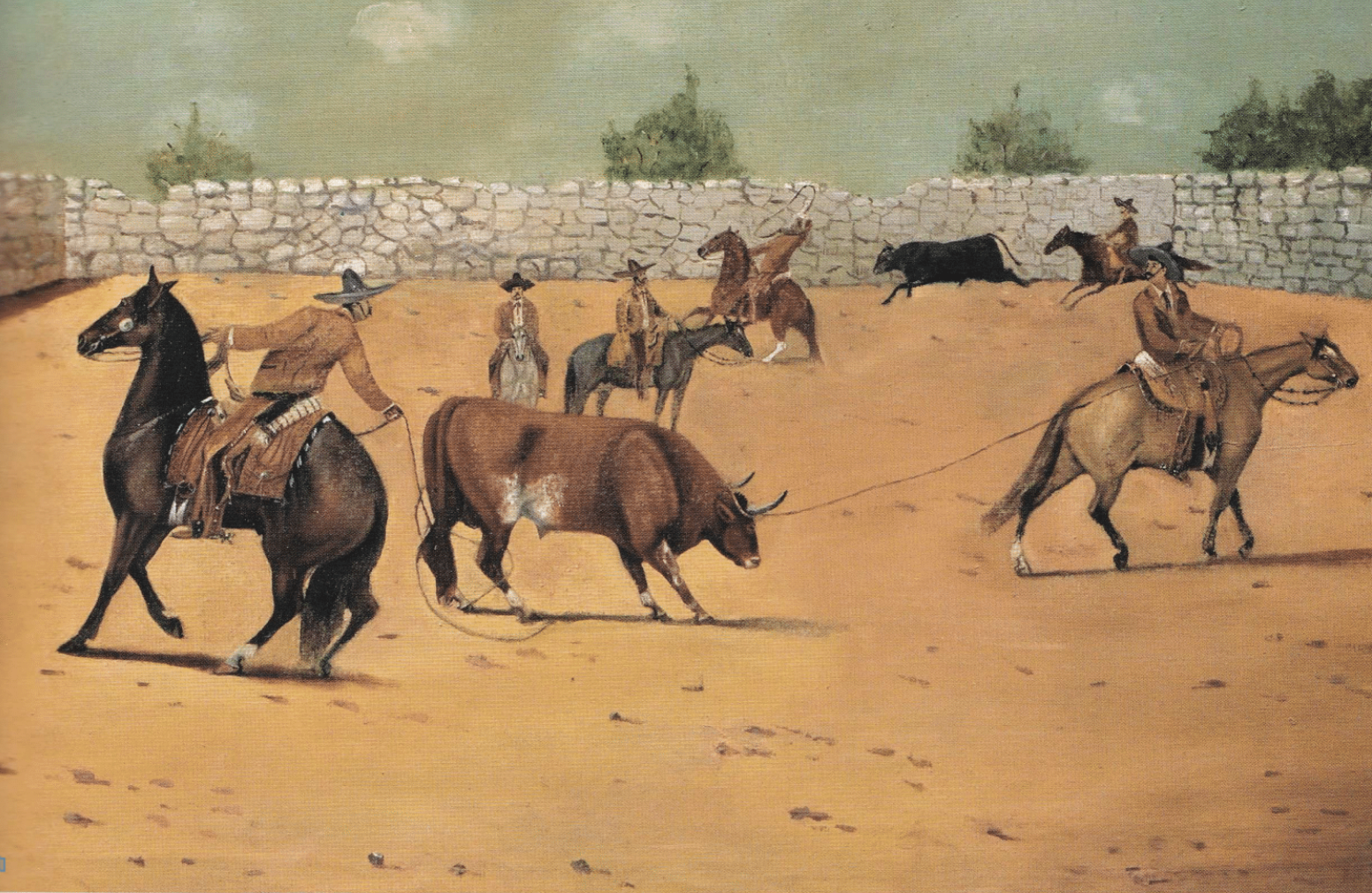
Pialando al toro.
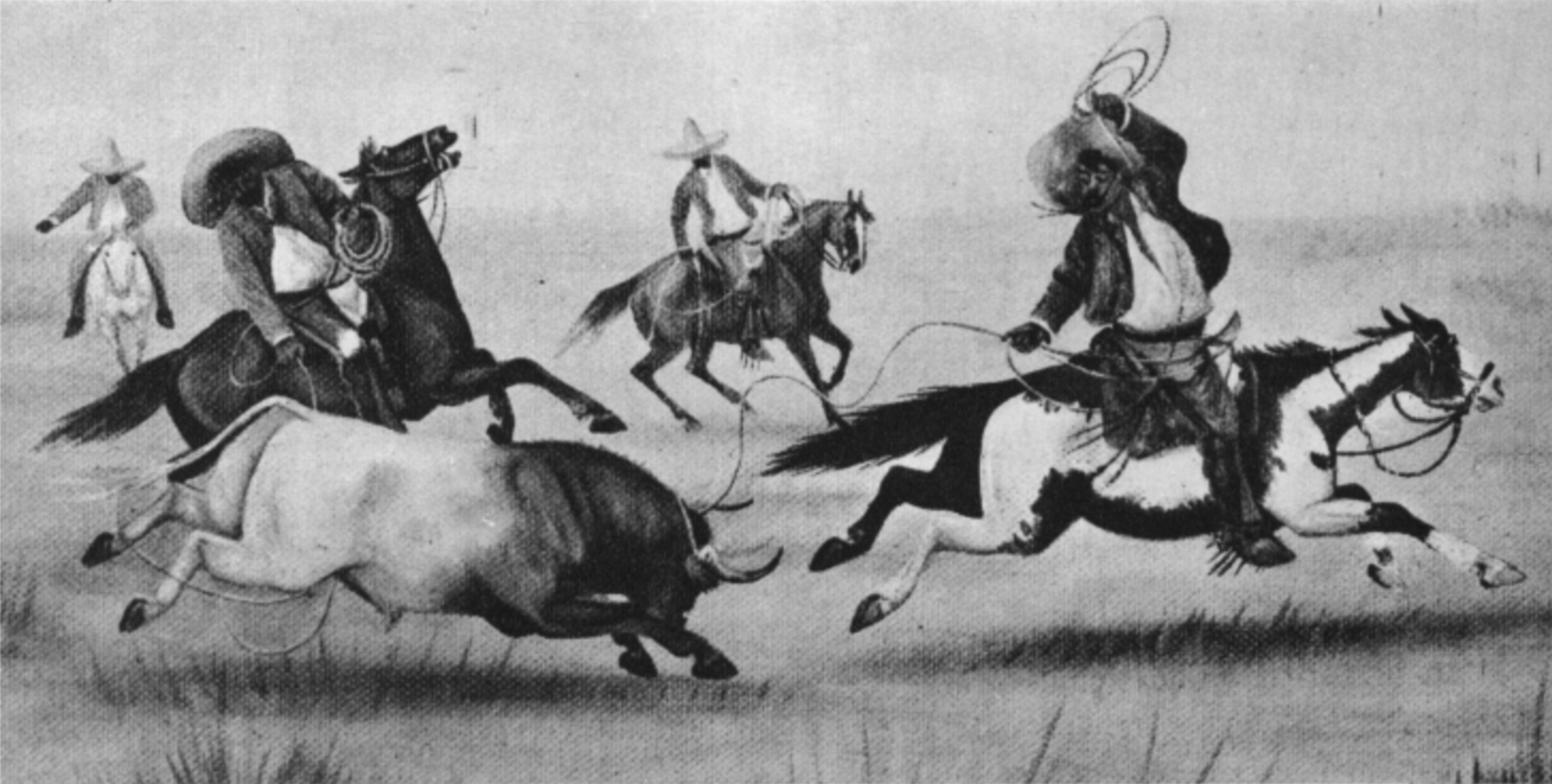
Lazando y pialando un toro bravo a campo abierto.
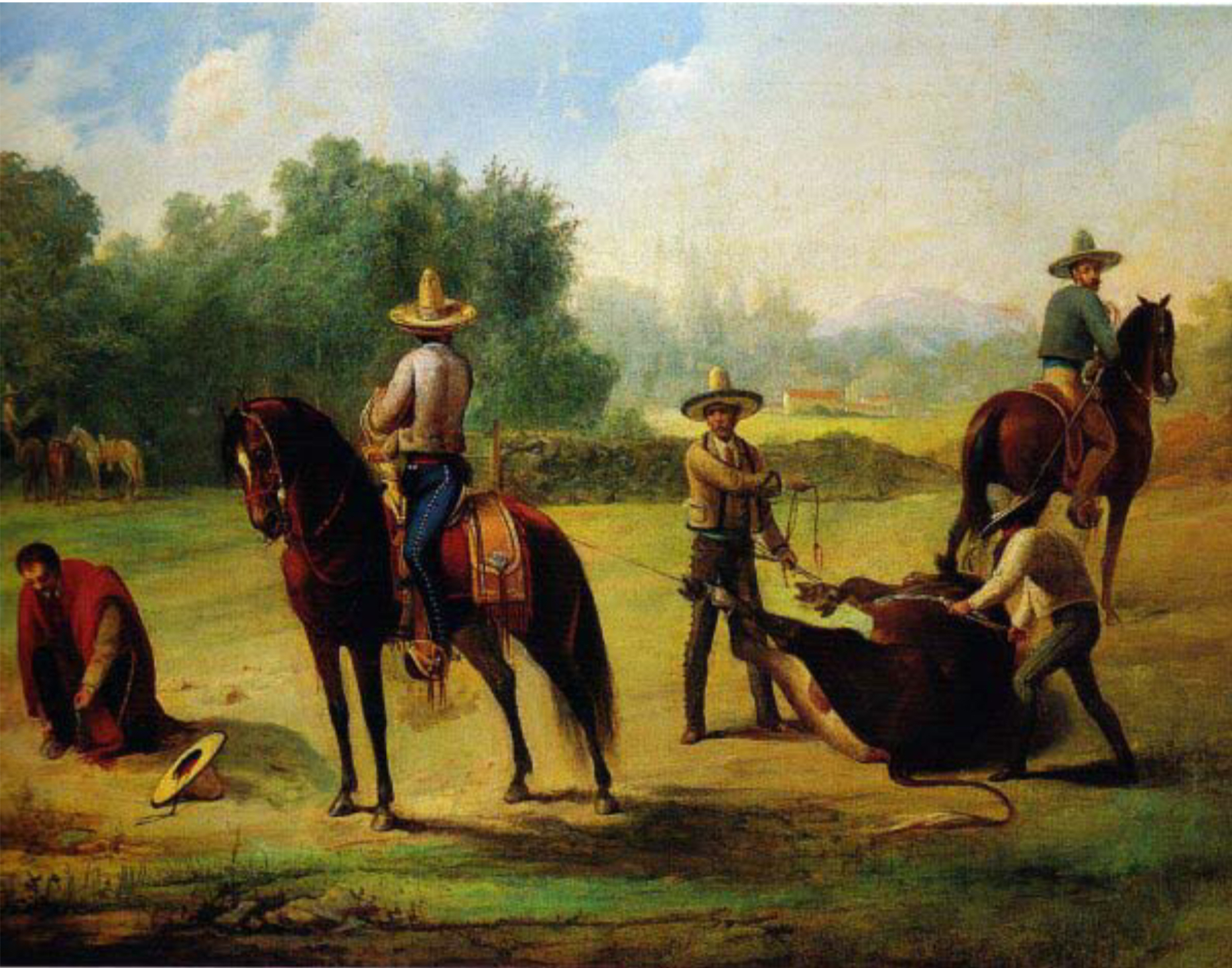
Toro postrado, lazado de la cabeza y pialado de las patas, listo para ser montado.
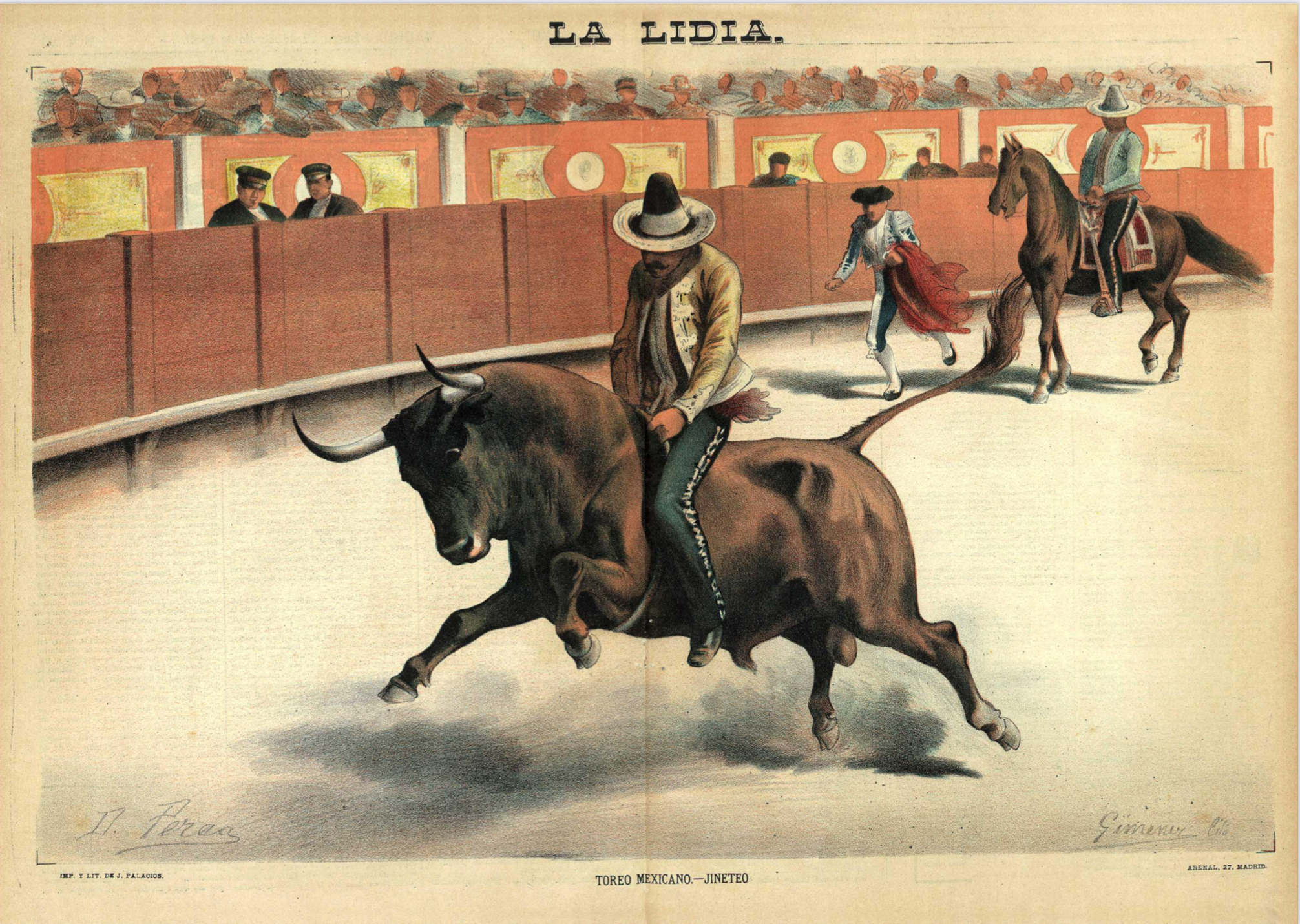
Jineteo de Toro.
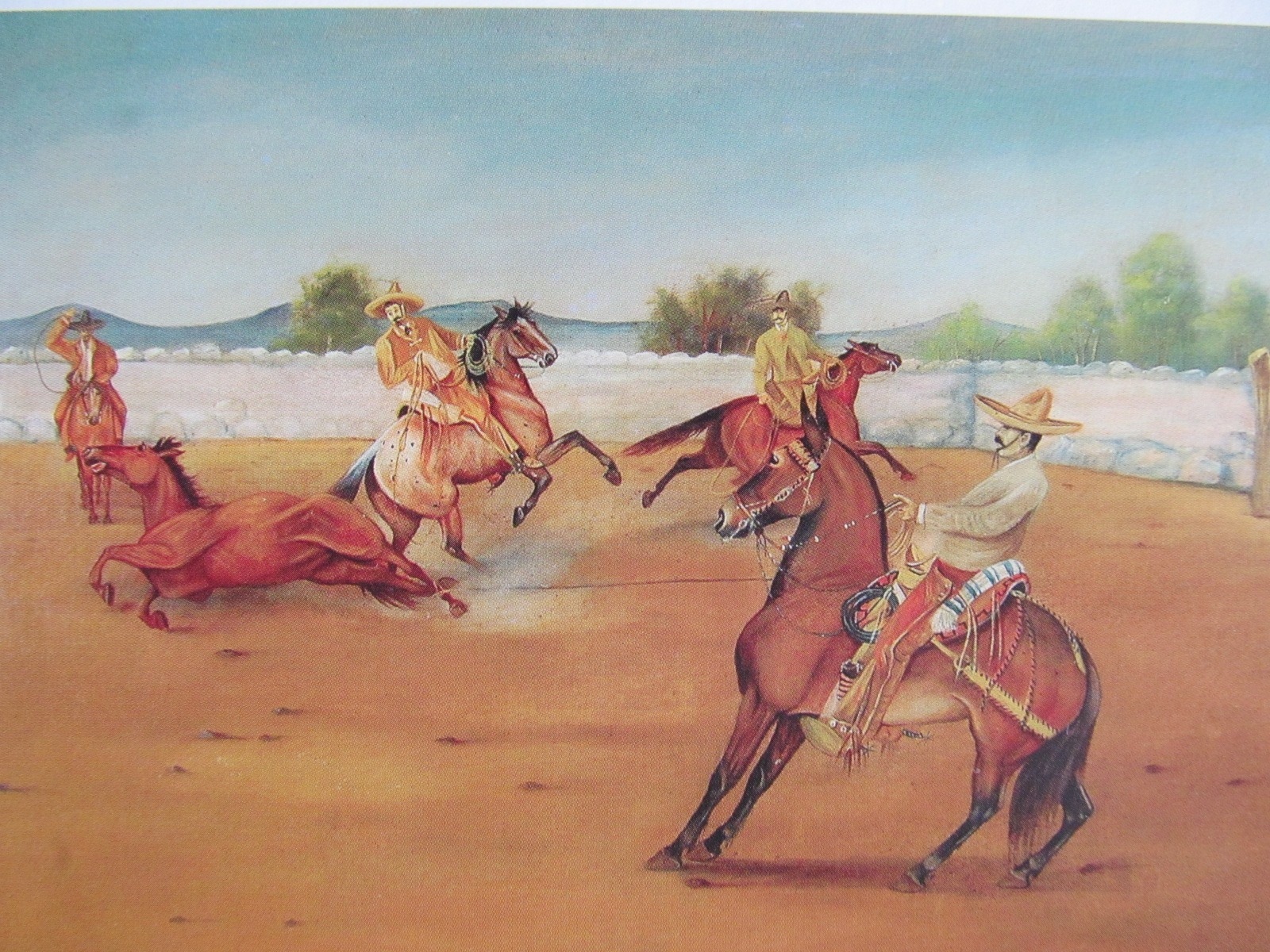
Pialando un caballo.
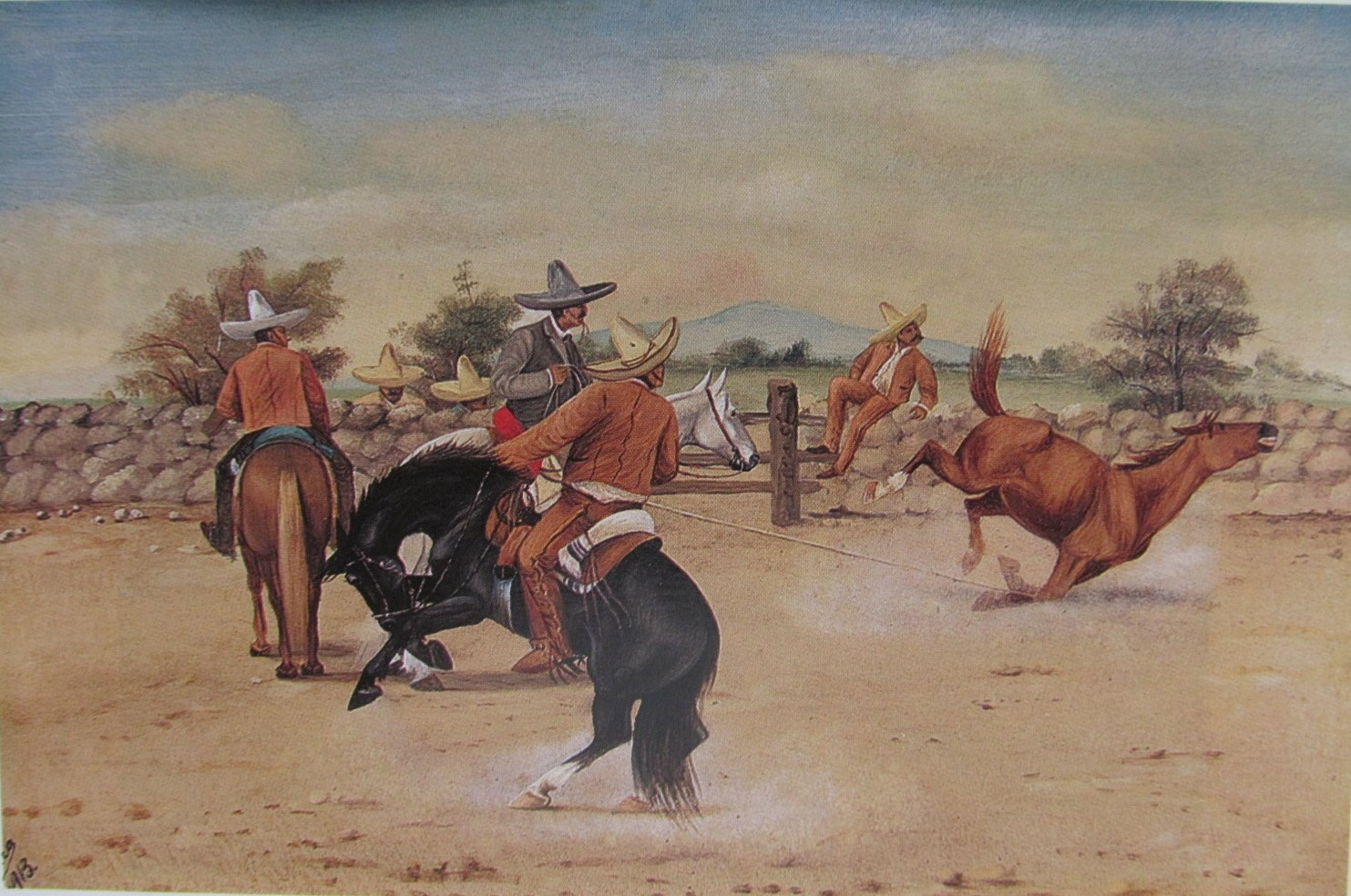
Manganeando un caballo.
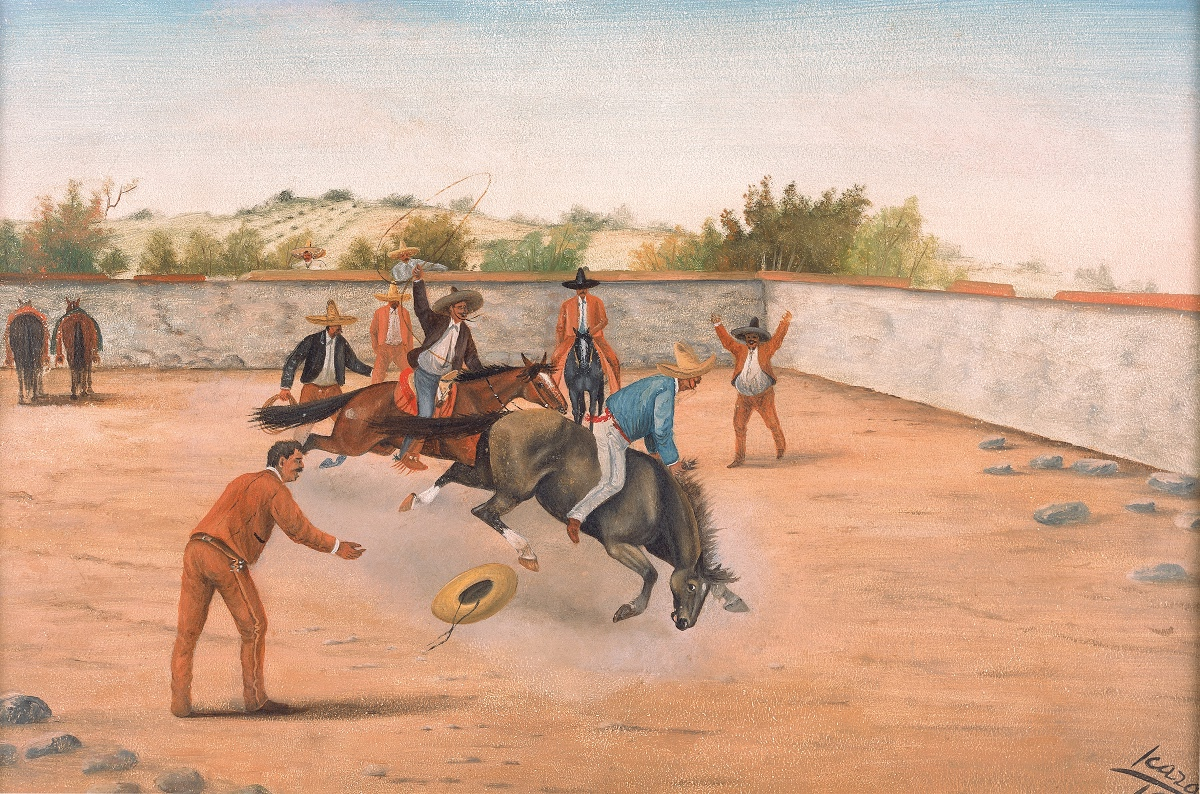
Jineteo de Caballo cerril, a pelo.
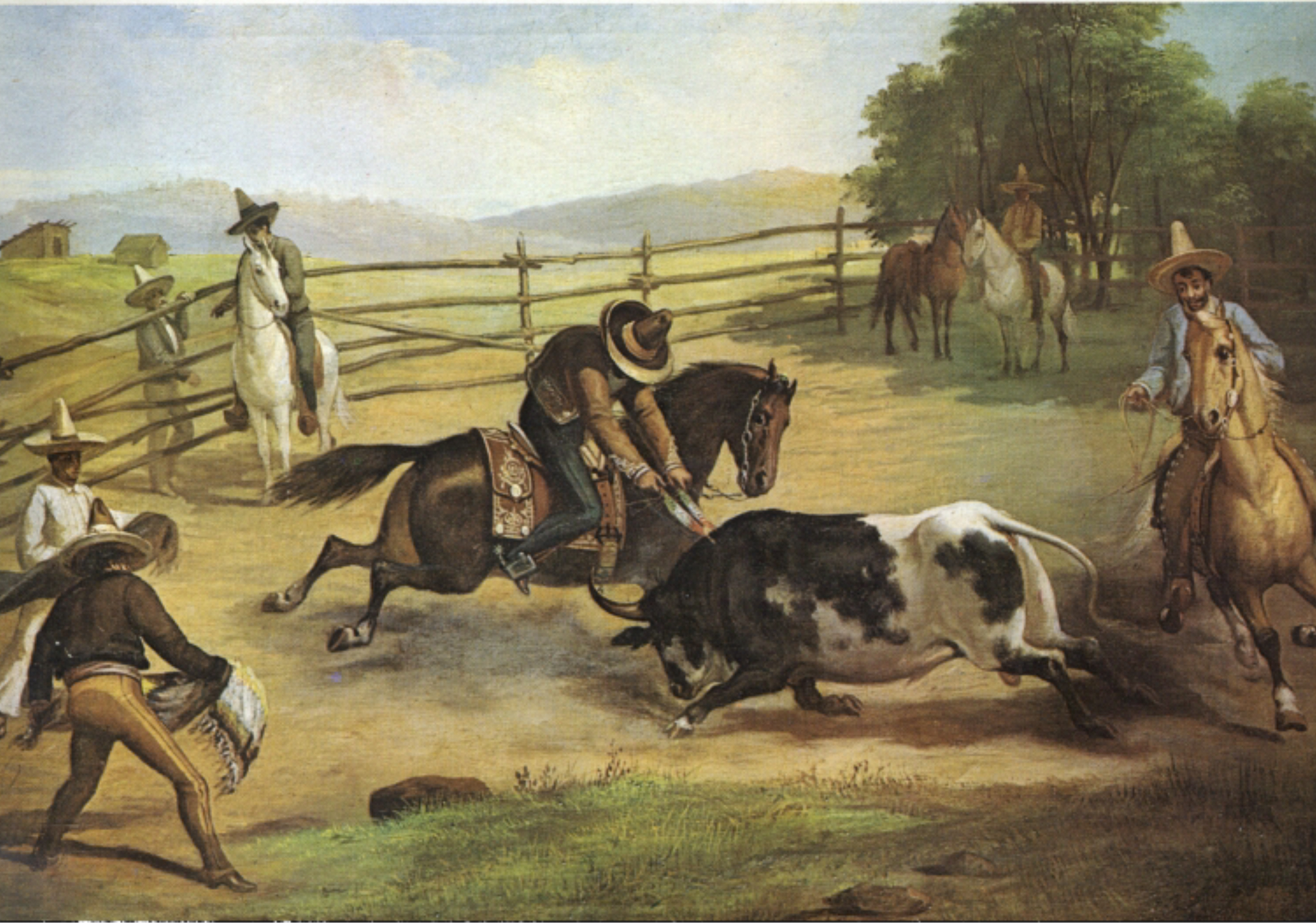
Banderillas á caballo en el campo.
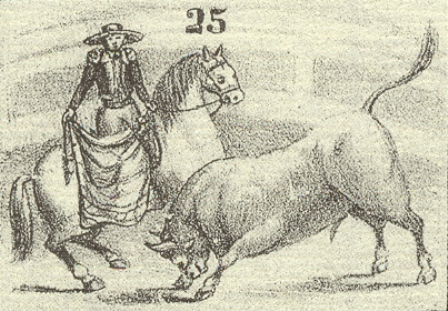
Capotear á Caballo.

El jaripeo se diferencia de las corridas españolas no solo en los lances y eventos que se realizan, sino en el hecho de que los toros no se matan, simplemente se «juega» con ellos o se les «atormenta». En la tradición española, la muerte del toro es quizás el elemento más importante, ya que las corridas de toros surgieron de la montería, o caza mayor, practicada por las élites, y de los espectáculos romanos y de la Antigua Grecia. Pero el jaripeo se origina en las faenas vaqueras a campo abierto, en la inmensidad de la campiña mexicana, cazando o lazando ganado vacuno y caballar salvaje, la doma de potros salvajes, el pastoreo del ganado, los herraderos, entre otras cosas, actividades que no implicaban necesariamente el sacrificio del ganado. El jaripeo es simplemente el conjunto de habilidades y ejercicios ecuestres y vaqueros derivados de las tradiciones ganaderas convertidas en deporte.
Por esta razón, los charros dan mayor importancia a la destreza y el espectáculo, ya sea en sus habilidades ecuestres o en el uso artístico del lazo, porque ese es el objetivo final del deporte, no la matanza del toro.
El famoso escritor e historiador taurino, José Sánchez de Neira, quien también presenció las hazañas de Ponciano Díaz y otros charros mexicanos como Agustín Oropeza, explicó el porque los mexicanos eran mejores jinetes y más diestros en el toreo á caballo que los españoles, afirmando en 1889: 

Toreo llámase el de España, y toreo es el mexicano. Predomina en nuestro pueblo el principal grado de posible perfección - hoy en día, que no antes—en las suertes de á pie, y llévanos ventaja en las que á caballo se ejecutan aquel apartado país; y no es porque aquí falten buenos jinetes y valientes caballistas, ni en México hombres de valor y ligereza que á pie harían lo que muchos de los nuestros hacen, sino porque la necesidad de atender en un principio á cazar reses para su sustento, el lucro que después proporcionó ese activo ejercicio al comercio, el goce y placer que da la caza cuando peligros presenta, han hecho de aquellos habitantes verdaderas especialidades en el arte de la jineta. [...] De ahí nace la afición de aquel país al jaripeo, que es, digámoslo así, el jugueteo con las reses brávas  y de ahí el toreo mexicano.

Y el mismo Leopoldo Vázquez, pero en su obra «América Taurina» (1898), afirmó:

En México es donde el toreo ha adquirido mayor desarrollo y por lo tanto es la región americana donde se ejecutan con más arte las indicadas suertes y donde es seguro que en término breve, volvemos á repetirlo, alcanzará gran perfección.

### SigloXX
Debido a la Revolución mexicana, la haciendas fueron disueltas y destruidas, poniendo fin a la ganadería a gran escala en el país y, a causa de esto, la rápida desaparición de las tradiciones charras, por lo que los charros comenzaron a renunirse para rescatar y mantener viva la tradición vaquera. En 1920 (año en que terminó la Revolución Mexicana), Silvano Barba, Inés Ramírez y Andrés Zemeño, crearon en Guadalajara la primera agrupación mexicana de charrería, denominada Charros de Jalisco. Y un año después Charros de todo el país se congregaron para formar la Asociación Nacional de Charros. En 1933, por decreto del presidente Abelardo L. Rodríguez, se designó la Charrería como deporte «genuinamente nacional» y el 14 de septiembre como el «Día del Charro».

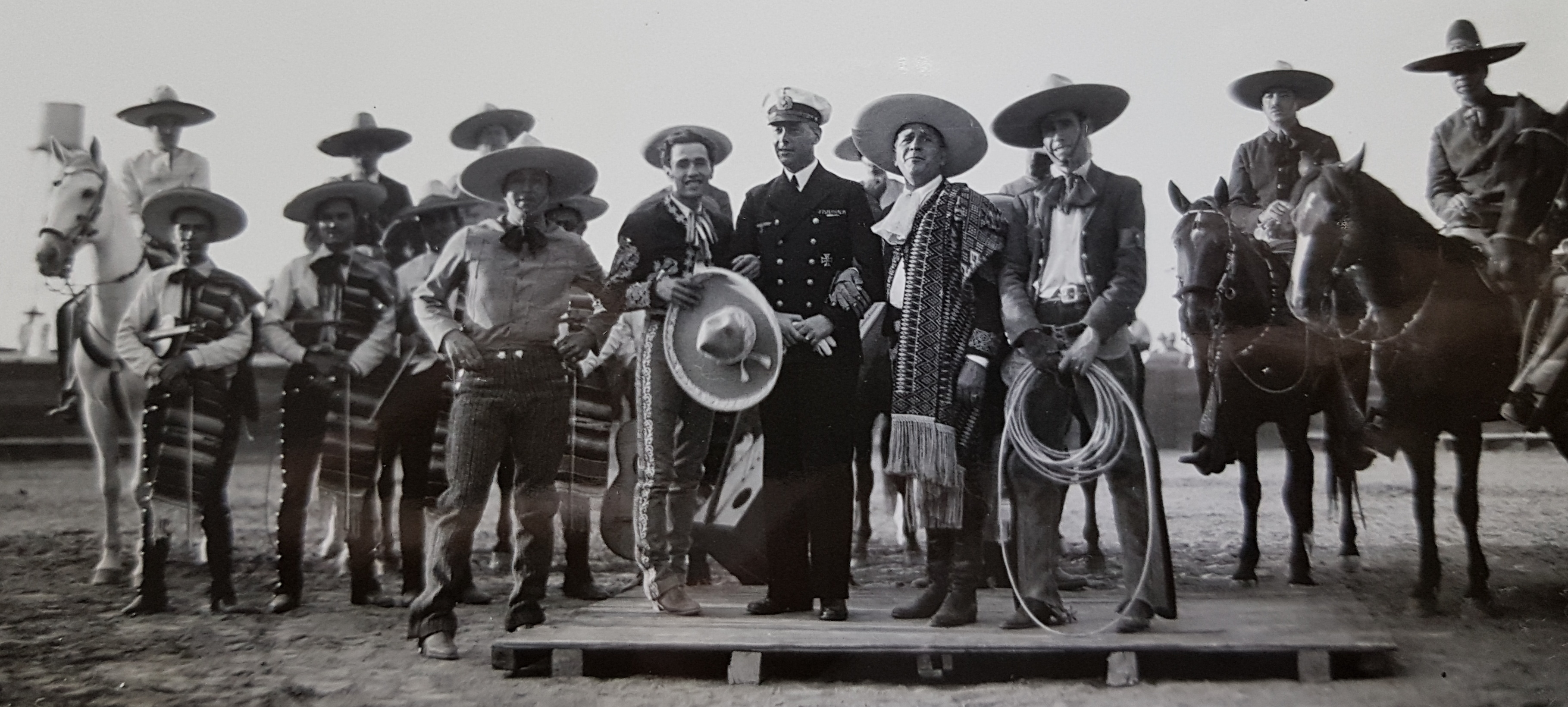
Festival Charro en la Ciudad de México, abril de 1935.

El advenimiento del cine mexicano trajo mayor popularidad, especialmente los musicales que combinaban rancheras con la imagen charra.
Los mexicoamericanos en los Estados Unidos también realizaron varias charreadas durante el mismo período, pero en la década de 1970, la Federación Mexicana de Charrería (FMCH) comenzó a ayudarlos a establecer charreadas oficiales al norte de la frontera. Ahora son bastante comunes. A veces, los equipos campeones de Estados Unidos compiten en la competencia nacional de México.

### Etimología
El término deriva de charro, nombre dado a los rancheros, los hombres de a caballo del campo que trabajaban en las haciendas de México, sinónimo de jinete y vaquero. Esta palabra tiene diversos orígenes: Originalmente era un adjetivo despectivo aplicado a la gente del campo, sinónimo de rústico y paleto. De acuerdo al jesuita vasco Manuel de Larramendi, la palabra era de origen vascuence y significaba “cosa ruin, y despreciable”, e indicó que así se les llamaba a los aldeanos por desprecio. El término evolucionó de manera independiente en distintos países, pasando a ser un gentilicio en España para los habitantes de ciertas localidades de la provincia de Salamanca; mientras que en México se convirtió en un sustantivo, un nombre dado a los Rancheros que trabajaban en las haciendas del país ejerciendo sus quehaceres a caballo, como los oficios de vaquero o caporal. Por el contrario, en otros países de Latinoamérica, la palabra charro mantuvo su definición despectiva original. En Puerto Rico, por ejemplo, charro es alguien o algo ridículo, extravagante o de mal gusto. Mientras que en Colombia significa algo gracioso, vulgar o raro.

## Lienzo charro

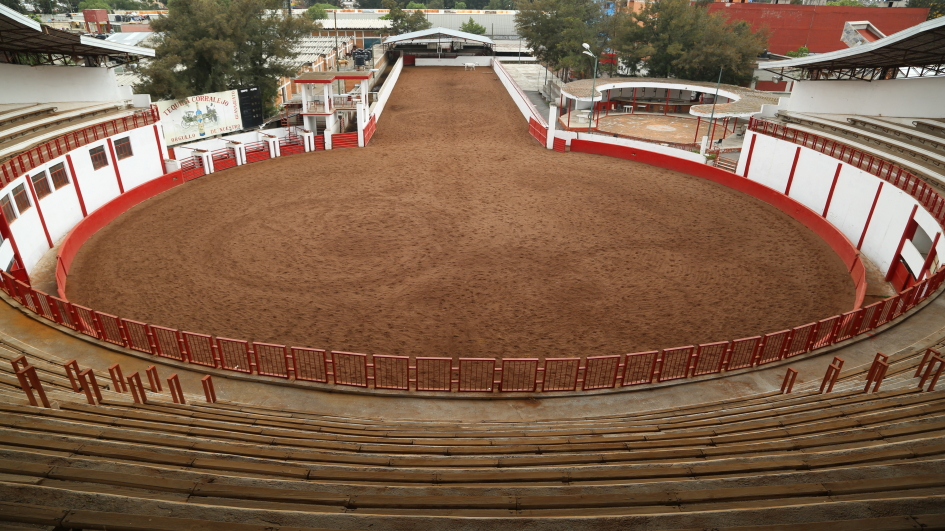
Lienzo Charro en la Ciudad de México.

Un lienzo charro es una instalación especialmente diseñada para la práctica de la equitación, este es el escenario donde los charros realizan los eventos de charreadas y jaripeos. Un lienzo tiene dos áreas: un área delimitada que consiste en un carril de 12 metros de ancho por 60 metros de largo que conduce a un área circular de 40 metros de diámetro.

## Caballo charro

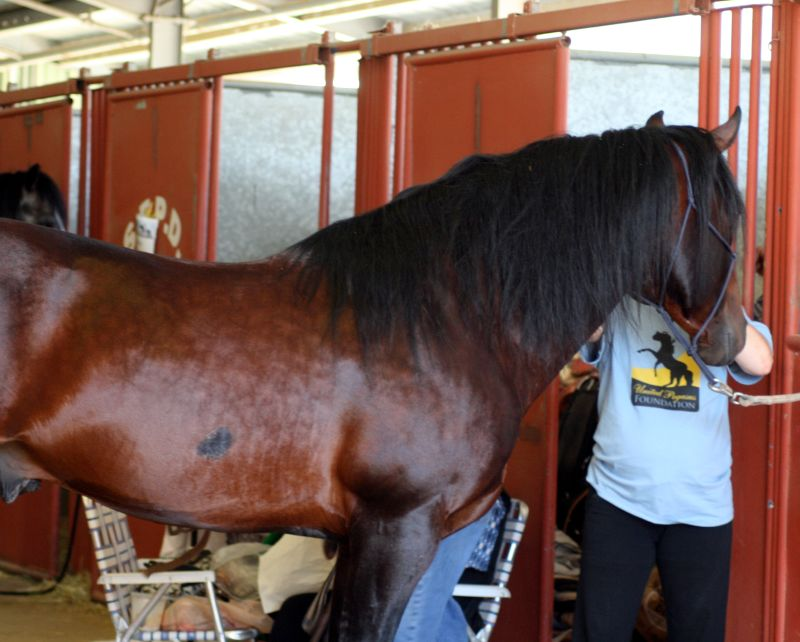
Caballo azteca.

El prototipo del caballo charro es uno fuerte, ancho, chaparrón, de mediana alzada (1.45 metros de la cruz al suelo, es el mejor), musculoso, ligero y de mucho hueso. Respecto a su carácter, los mejores caballos para charrear son aquellos conocidos como de brío escondido o de brío buscado (que son nerviosos y se llegan a alborotar, pero con el trabajo se aquietan), de mucha ley y clase, que tienen gran resistencia, manteniéndose firme desde el principio hasta el final de la jornada; que sean quietos y serenos para faenas como: pealar y manganear, con mostrada disposición para colear y que no se asusten trabajando con el ganado vacuno.
Se dice que la raza de caballo ideal para la charrería es el Cuarto de Milla. Otra raza destacada para eventos de charrería es el caballo Azteca.
La raza Cuarto de Milla se remonta en el siglo XVII y la creación del caballo Azteca fue en 1972 en la escuela secundaria mexicana de jinetes en Rancho San Antonio, Texcoco, el caballo Azteca fue criado específicamente para charros. Ambas razas de caballos son adecuadas para las intrincadas y rápidas maniobras requeridas para riendar, cortar, trabajar con vacas, carreras de barriles, lazar terneros y otros eventos de equitación del oeste, especialmente aquellos que involucran ganado vivo.

## Ropa y tachuelas para caballos

### Hombres

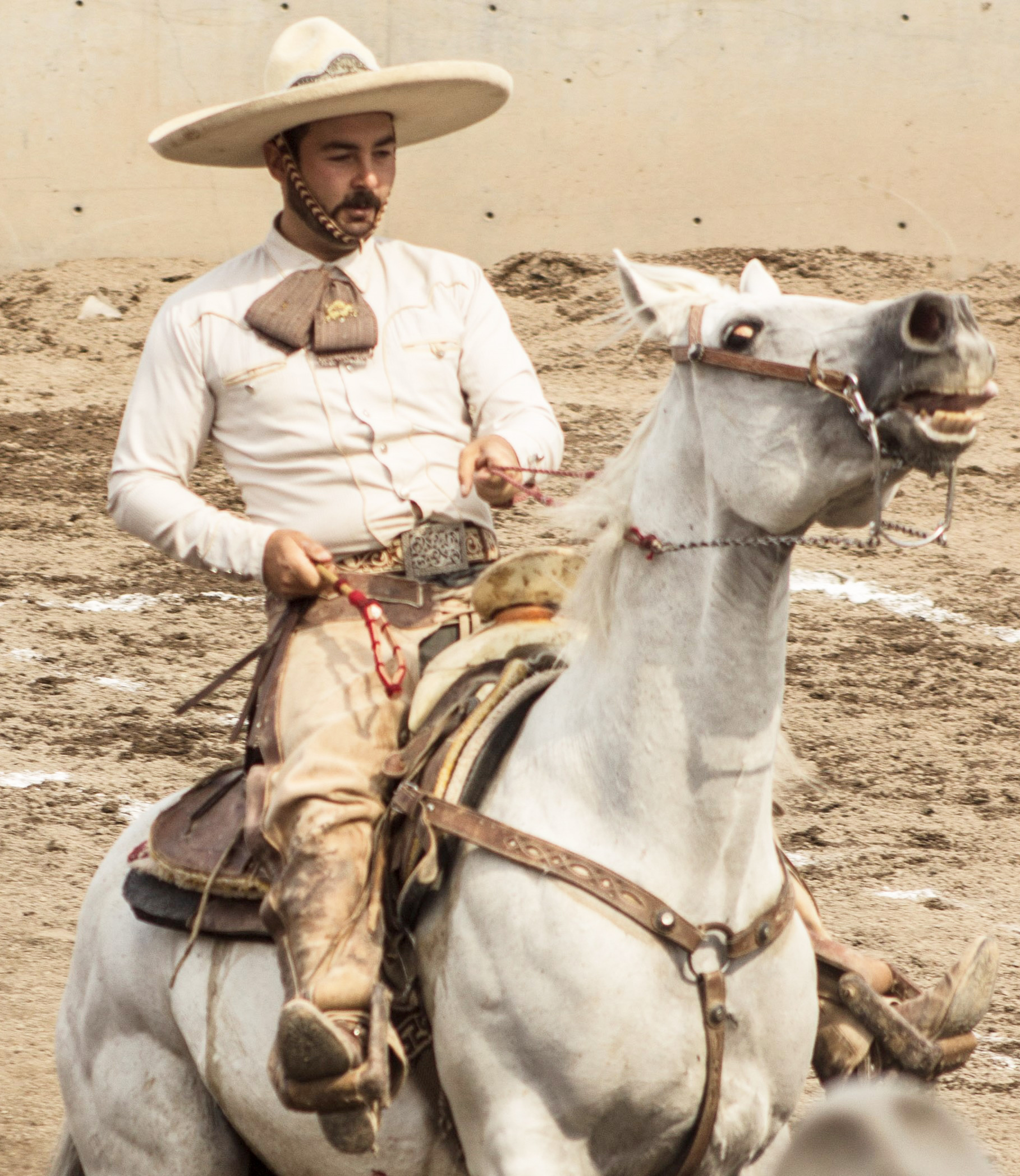
Charro con uniforme de faena.

Hay cinco tipos de atuendos que puede poseer el charro. Son de faena, la media gala, la gala, la gran gala y la etiquette. El atuendo más utilizado es el uniforme de trabajo, este es el traje que se usa en las competencias. El uniforme de Gran Gala es el más estratificado, viene completo con un sombrero charro de fieltro con bordados plateados y dorados, y la chaqueta y los pantalones son de cachemir fino con botones plateados y el uniforme de faena es el más sencillo incluyendo una camisa lisa abotonada , corbatin, pantalón, botas y sombrero charro de hoja de palma.

### Mujeres

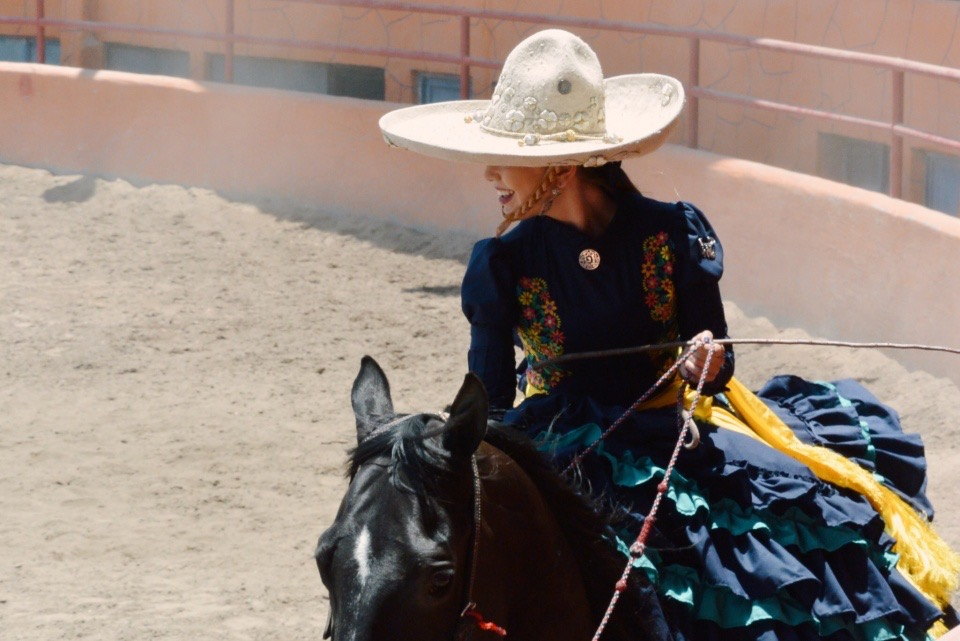
Escaramuza charra con uniforme de adelita para competición.

La incorporación de las mujeres en la charrería es el resultado de la colaboración entre María Elena Lucio de Franco (“Malena Lucio”) y el entonces presidente de la Asociación Nacional de Charros, Don Everardo Camacho. En 1947, el entonces presidente de la Asociación Nacional de Charros, al notar la gran habilidad y entrega de Malena, la invitó a formar parte de dicha Asociación y le permitió comenzar a trabajar con los niños y niñas de la misma, a pesar de que en esa época la inclusión de la dama en la charrería no era bien vista.
Malena aprovechó la oportunidad y comenzó a organizar juegos a caballo para los niños, logrando que la enseñanza fuera más divertida y llamativa para ellos. Así comenzó con el juego de “lo que hace la mano hace la tras”, lo cual posteriormente evolucionó a “El Carrusel” (conformado por 4 niñas y 3 niños) mismo que es considerado como la raíz e inicio de la primera escaramuza charra.
El carrusel comenzó a presentarse en diferentes lienzos charros atrayendo así a distintas familias a los mismos y fomentando así la inclusión de esta en la charrería. Asimismo, se comenzaron a organizar las famosas “itacadas” con la finalidad de lograr un ambiente familiar. Todo lo anterior, propició la formación de la primera escuela de charrería.
Malena Lucio también fue pieza fundamental para el diseño y confección del primer vestido de Adelita, pues con la idea de innovar y crear un atuendo diferente para las mujeres charras, diseñó y confeccionó, junto con su madre Carmen, este traje que se ha convertido en parte esencial en la vestimenta de las damas charras, que portan la mayoría de las escaramuzas hoy en día.
En la vestimenta de la mujer dentro del ámbito charro existen diferentes trajes, entre ellos los siguientes: Adelita, Traje de faena, Media gala, Gala, Etiqueta y China poblana. 
El vestido de adelita o de ranchera mexicana se utiliza mucho para las competencias, así como el traje de charro de faena, de media gala o de gala. El traje de china poblana sólo se utiliza para desfiles o para algún otro evento, no para competir.
El traje de china poblana consiste en una blusa escotada, de manga corta, bordada con seda, abalorios o lentejuelas de colores, falda de tela o franela con al menos un volante, bordada con canutillos o lentejuelas, capas de encaje visibles en la parte inferior de la falda, el es indispensable el uso de enagua, zapatos de seda con hebillas a juego con el bordado de la falda, no se permiten botas, mantón del color de la falda, sombrero charro de fieltro fino con gamuza, chapetas doradas y/o plateadas, Fajín en la cintura , atada en un lazo en la espalda, también la mujer debe tener el cabello recogido en un moño bajo generalmente adornado con un lazo de tela o encaje, o dos trenzas decoradas con cintas.

### Caballos

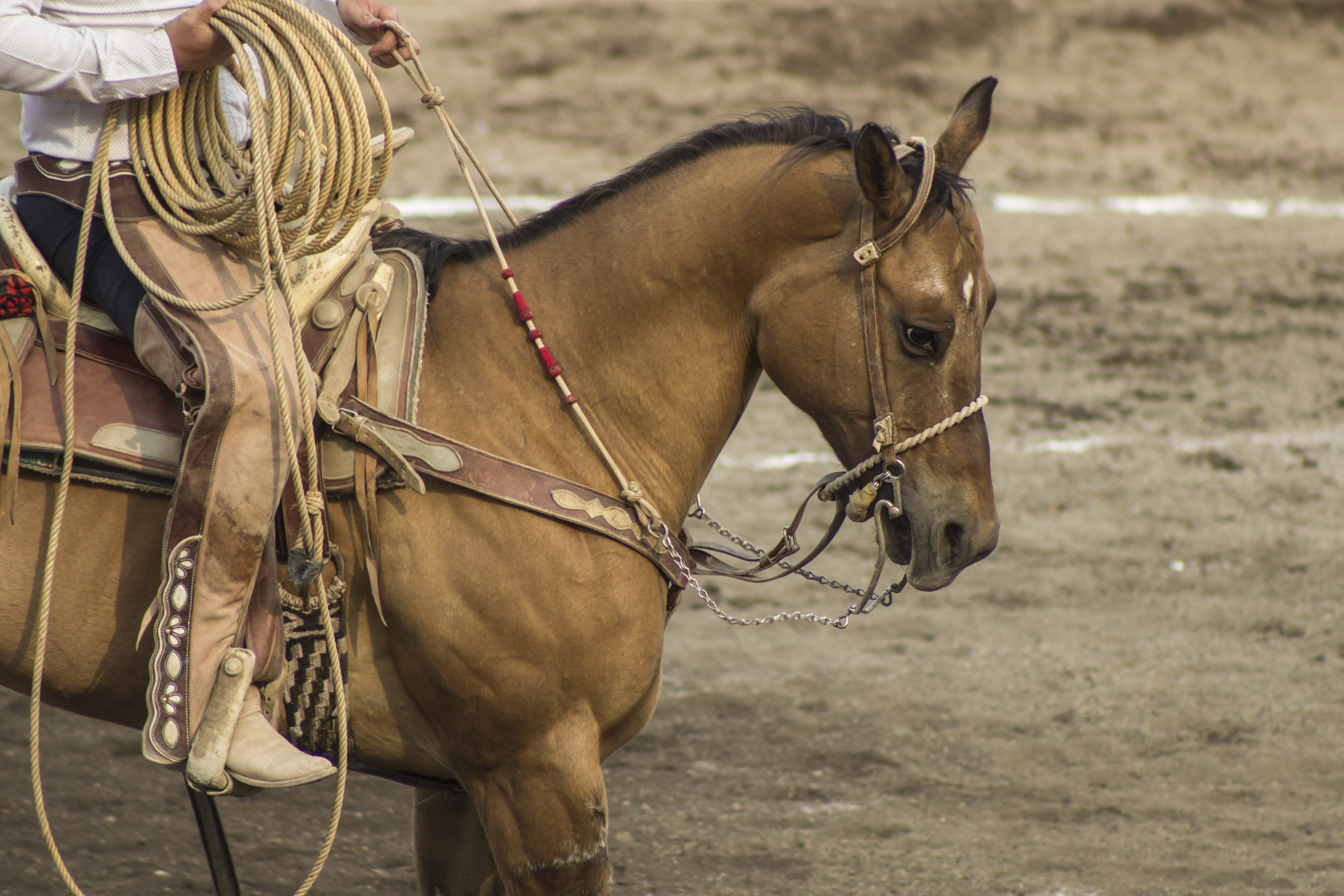
Detalle de la tachuela del caballo charro.

El equipamiento del caballo debe cumplir con las especificaciones, al igual que la ropa del charro. Todo el equipo del sillín debe estar hecho de materiales naturales, no artificiales como el plástico. Hay principalmente dos tipos de sillas de montar que posee el charro: la silla de trabajo y la silla formal.
La silla charra tiene un cuerno más ancho que el de una silla occidental, lo que ayuda a evitar que el charro se caiga o se cuelgue. Hay dos agarraderas en la parte trasera de la silla, en caso de que el charro necesite agarrarse debido a un acto inesperado del caballo.
Todos los charros deben cumplir con la normativa para la práctica de su deporte y vestimenta. Incluso cuentan con un protocolo riguroso para iniciar celebraciones y reuniones de equipo.

## Personajes

### Charro

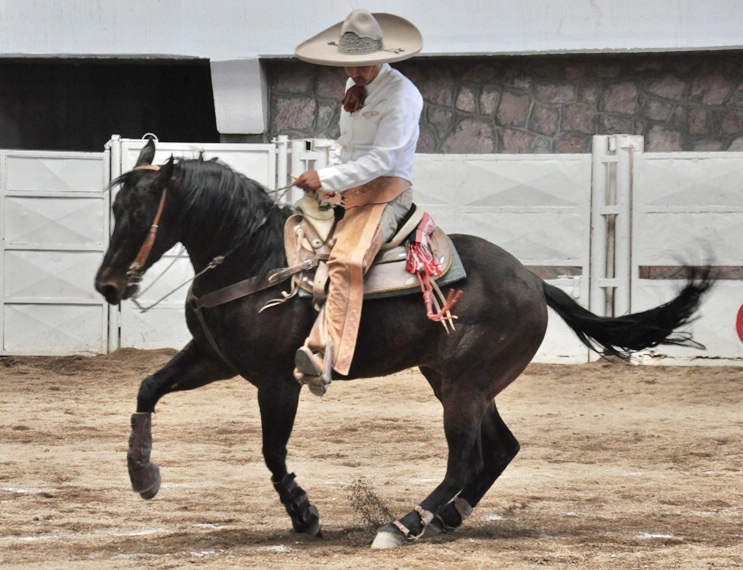
Charro.

El charro, es el jinete masculino que practica la charrería, y muchas veces renocido como el ícono nacional de México. El charro moderno evolucionó de los Rancheros mexicanos de los siglos XVIII y XIX, a los cuales se les apodaba de forma peyorativa, charros. Los Rancheros, a su vez, evolucionaron de los vaqueros seminómadas que merodeaban las vastas praderas y bosques del Bajío durante los siglos XVI y XVII.
La palabra charro era originalmente un adjetivo despectivo aplicado a la gente del campo, sinónimo de rústico y paleto. El término evolucionó en México pasando a ser un sinónimo de los Rancheros mexicanos, los hombres de a caballo del campo, que trabajaban en las haciendas y zonas rurales desempeñando, á caballo, todos los oficios y quehaceres del campo, como los oficios de vaquero, caporal o mayordomo, entre otros.
Aunque en la actualidad los únicos que técnicamente son charros son los hombres que practican la charrería, la mirada de esta figura se ha expandido a la música y al cine. Las bandas de mariachis suelen lucir un atuendo charro de la Gran Gala ya que la música de mariachi se ha convertido en sinónimo de charreada, pero estos músicos no se clasifican como charros técnicos y los atuendos que usan son más por apariencia que por practicidad.

### Escaramuza charra

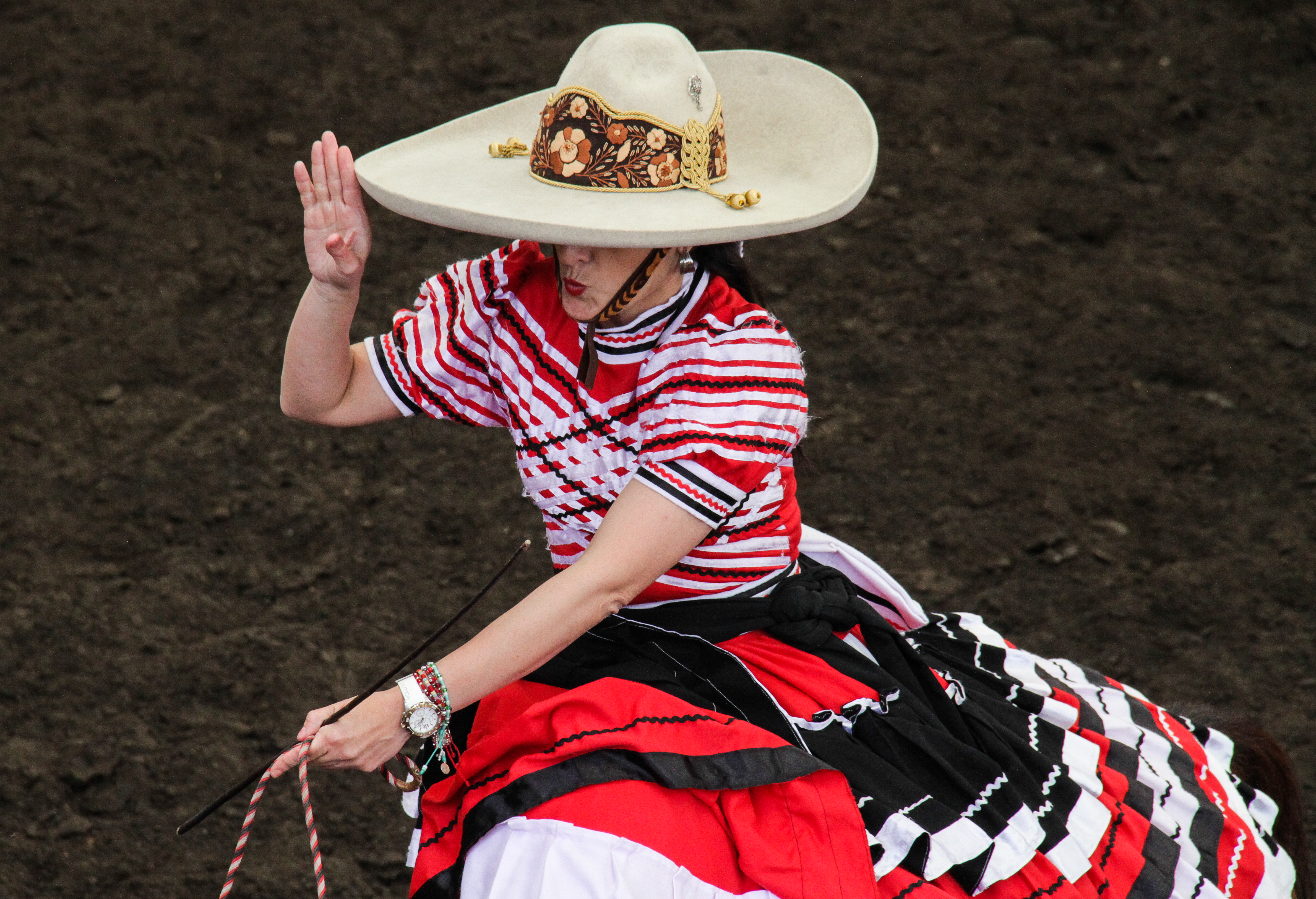
Escaramuza charra.

Las mujeres que practican este deporte se les llama charras, ya que el término escaramuza se usa para nombrar al conjunto de damas que integran el equipo deportivo, y no es el término correcto para referirse a una charra en singular.
Se dice que la parte femenina de la charrería, la escaramuza charra, es originaria de los Altos de Jalisco, específicamente de Tepatitlán de Morelos. Su vestimenta es de estilo adelita de china poblana originaria del estado de Puebla y realizan piruetas con el caballo acompañadas de un toque artístico, con ejemplos como la coladera, combinado, la escalera y la flor.
Aunque dentro de la Asociación Nacional de Charros, se dice que la escaramuza charra fue creada por el señor Everardo Camacho y el instructor Luis Ortega en 1953, la cual estaba integrada por niñas y niños jóvenes que tenían entre cinco y nueve años. Esta primera escaramuza estuvo integrada por los hermanos Guadalupe, Antonio y José Camacho, Luis, Arturo y María Eugenia Ruiz Loredo. Como fue algo innovador en esa época, tuvo mucho éxito, ya que en esa presentación los niños demostraron su destreza al montar al estilo charro y la educación de sus caballos.
Una escaramuza charra está integrada por ocho integrantes y su presentación consta de 12 ejercicios, los cuales son a gran velocidad, los cuales consisten en realizar cruces y giros, lo que demuestra la destreza que tienen las damas para montar y la buena rienda de sus caballos. Los vestidos pueden variar de color en parejas, cuartetos o individuales.
El entrenamiento de la escaramuza charra es muy intenso, ya que deben ser capaces de controlar con gran destreza a sus caballos, ya que sus evoluciones requieren una perfecta coordinación entre todos los integrantes de un mismo equipo.

## Suertes charras

### Cala de caballo

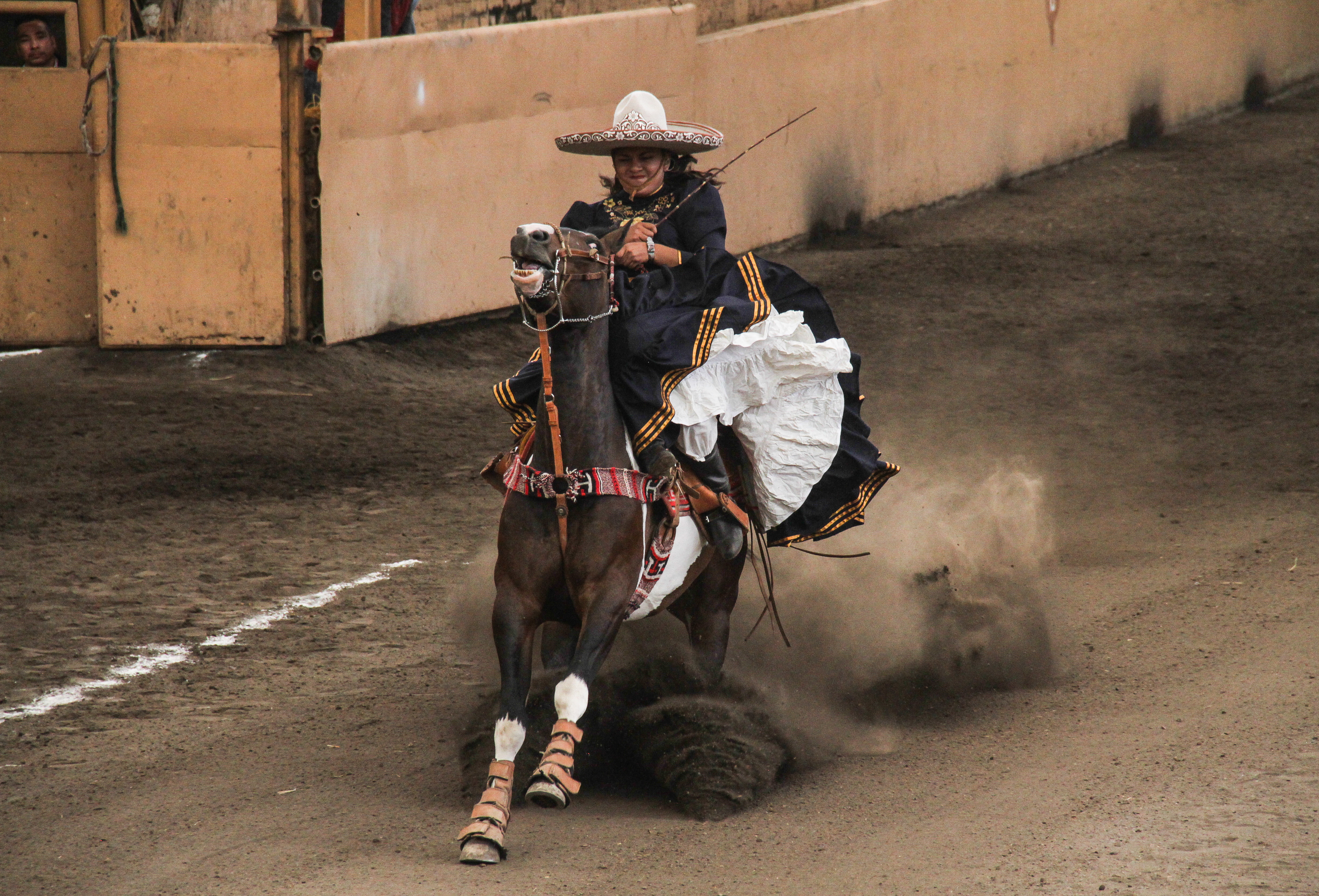
Escaramuza charra interpretando la Cala de Caballo.

Este evento es la demostración de la buena rienda y educación del caballo charro. Este evento incluye: buen gobierno, estribo, mansedumbre, marcha, galope, carrera, posturas de cejas y cabeza y cola. Consiste en que el caballo corre a toda velocidad y frena en un solo tiempo y a esto se le llama punta. Luego vienen los lados donde el caballo tiene que girar sobre su propio eje apoyado en una sola pierna así hacia ambos lados. Luego vienen los medios lados donde tienes que hacer lo mismo pero en el medio y al final de este evento tienes que caminar de regreso a la línea de cincuenta metros. Este evento se realiza dentro de la sección rectangular de 20 x 6 metros del lienzo.
Este evento charro es considerado uno de los más importantes dentro del deporte nacional por excelencia, ya que demuestra la conexión (comunicación) que existe entre el charro (jinete) y el caballo, considerado uno de los eventos más difíciles de dominar y además viene con la puntuación más elaborada, es posible puntuar más puntos negativos que positivos. Fue consumado oficialmente como deporte nacional en el siglo XX. Asimismo, se muestra si el caballo está cómodo o incómodo con algún tipo de arnés que se utilice para su manejo.

### Piales

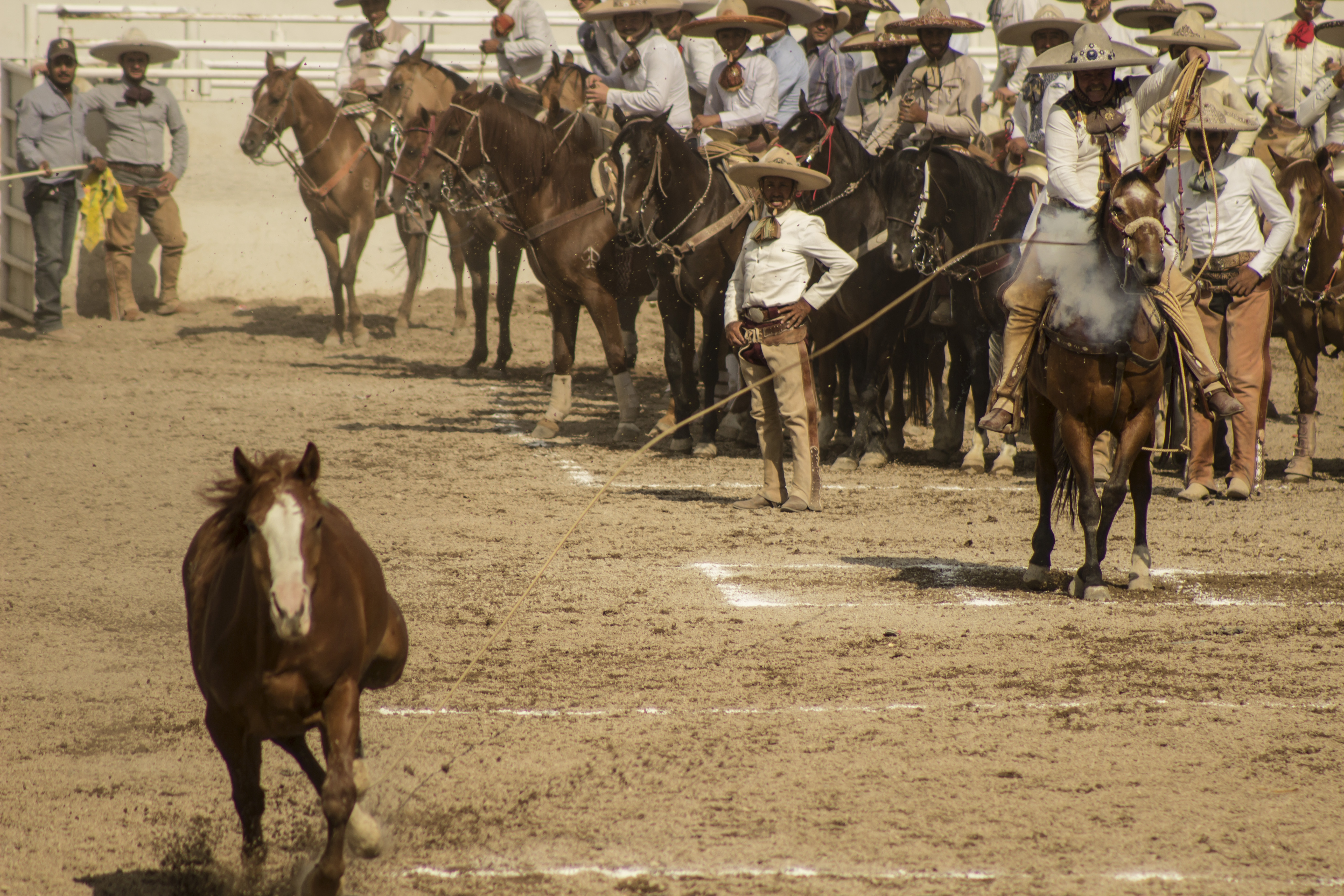
Charro interpretando Piales.

Este evento consiste en atar las patas traseras de una yegua y con ello detener por completo el galope de la yegua. El charro (mientras está montado en su caballo) debe lanzar un lazo, dejar que la yegua corra por el lazo, agarrarlo por las patas traseras y luego enrollar su cuerda en la cabeza de su silla para arrojarlo a chorros según sea necesario, reduciendo gradualmente la velocidad del yegua hasta que se detenga por completo, durante la realización de este evento, el charro debe tener mucho cuidado de enrollar correctamente la cuerda y no hacer nudos para evitar lesiones importantes en las manos. Se dan tres oportunidades. Se otorgan puntos por la distancia necesaria para detener a la yegua. Esto se hace en la parte rectangular de la arena.
Existen diferentes tipos de piales, algunos de ellos son el pial de piquete, pial floreado y el pial de chaqueta. El pial de piquete consiste en tener el lazo al suelo y cuando pase la yegua atarlo con fuerza hacia las patas traseras de la yegua, el pial floreado consiste en hacer un pequeño floreando justo antes del paso de la yegua. y cuando pase el animal tíralo a las patas traseras y el pial de chaqueta consiste en colocar al charro con su caballo de espaldas por donde pasará la yegua y hacer un remolino opuesto para que cuando pase la yegua coloque la cuerda sobre las patas traseras de la yegua.

### Colas en el lienzo

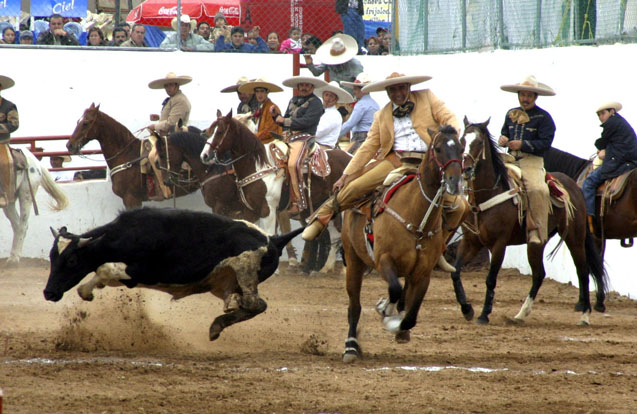
Charro interpretando el Coleadero o Colas en el Lienzo.

Este evento (también conocido como coleadero), consiste en intentar derribar un toro pequeño por su cola mientras galopa, esta tarea es similar al bulldogging excepto que el jinete no desmonta. Un charro montado en su caballo esperará en la puerta del shute la salida de un toro, que luego de saludar y pavonearse, el charro cabalgará junto al toro, lo sujetará por su cola y finalmente enrollará la cola alrededor de su pierna. tratando de hacer descender al ternero al suelo, realizando todas estas acciones, en una distancia máxima de 60 metros.

### Jineteo de toro

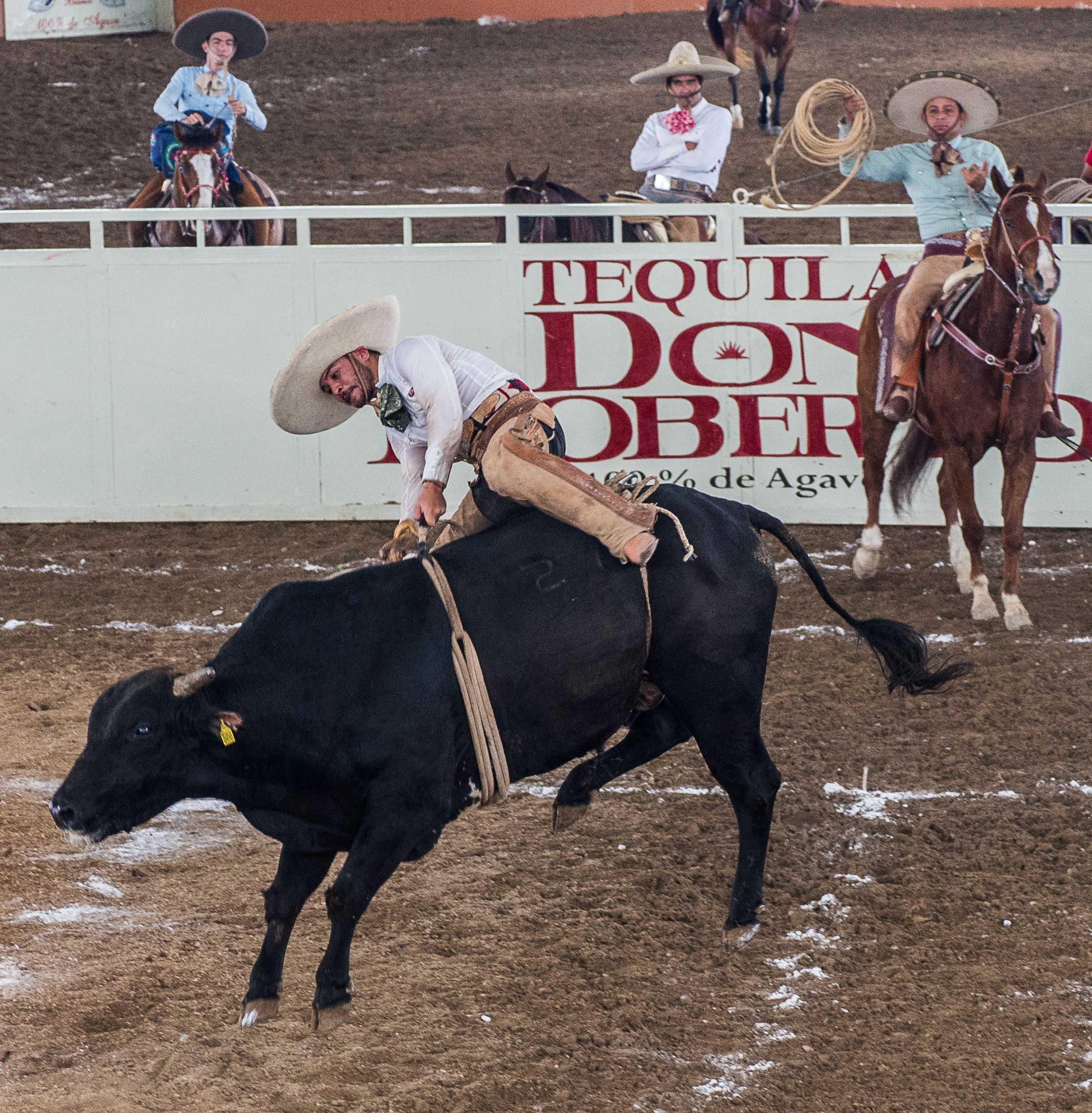
Charro interpretando el Jineteo de toro.

Este evento consiste en la monta de toros. El objetivo es que el jinete permanezca montado sobre un toro hasta que deje de moverse. Los toros tienden a ser más pequeños, generalmente entre 990 y 1320 libras. Se pueden usar dos manos en la cuerda de toro y el charro puede tener hasta tres asistentes dentro de la arena para sostener la cabeza del toro, apretar y sujetar el cinturón del jinete. El Charro que realiza este evento dará la indicación para que se abra la puerta de shute, la actuación comienza cuando los jueces dan la orden de contar el tiempo de apriete, y termina cuando el toro deja de trompe que es cuando el jinete tiene 3 minutos para llegar. cada minuto ahorrado cuenta como un punto y los puntos también se recuperan por la técnica. El charro no puede caerse, debe desmontar y aterrizar en posición vertical. Una vez que el charro desmonta del toro, debe quitarse la cuerda y la campana para que la Terna en el Ruedo pueda seguirlo. Este evento tiene sus raíces en una forma anterior conocida como Jaripeo.

### Terna en el ruedo

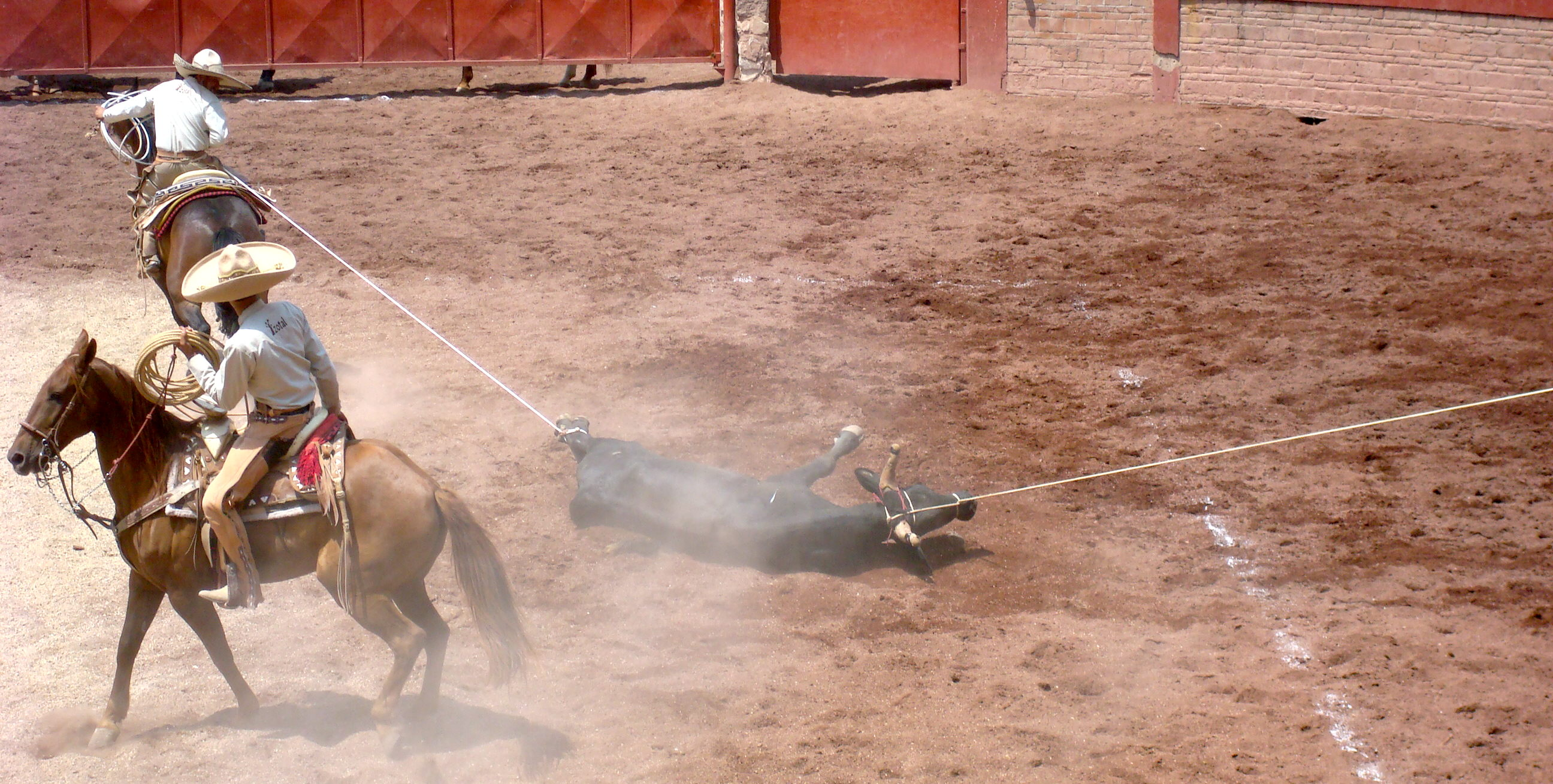
Charros interpretando Terna en el ruedo.

Este evento es un evento de cordaje por equipos en el que tres charros intentan atar un toro, uno por el cuello, otro por las patas traseras, y el último luego ata sus pies juntos en un límite de tiempo máximo de 6 minutos. Se otorgan puntos por trucos de cuerda y tiempo. Los charros tienen dos oportunidades cada uno, ya sea para atar la cabeza del toro o pisarla, los charros darán vueltas, después de que el primer charro dé un intento luego, el segundo lo intentará y luego el tercero, y así sucesivamente hasta que sus oportunidades o sus minutos están agotados. El charro que está amarrando el cuello del becerro debe demostrar un control total de la cuerda realizando algunos trucos con la cuerda llamados "floreando". Mientras una cuerda se enrolla alrededor del cuello del becerro, los otros miembros del equipo deben colocar una trampa para atar las patas traseras y finalmente bajar al becerro.

### Jineteo de yegua

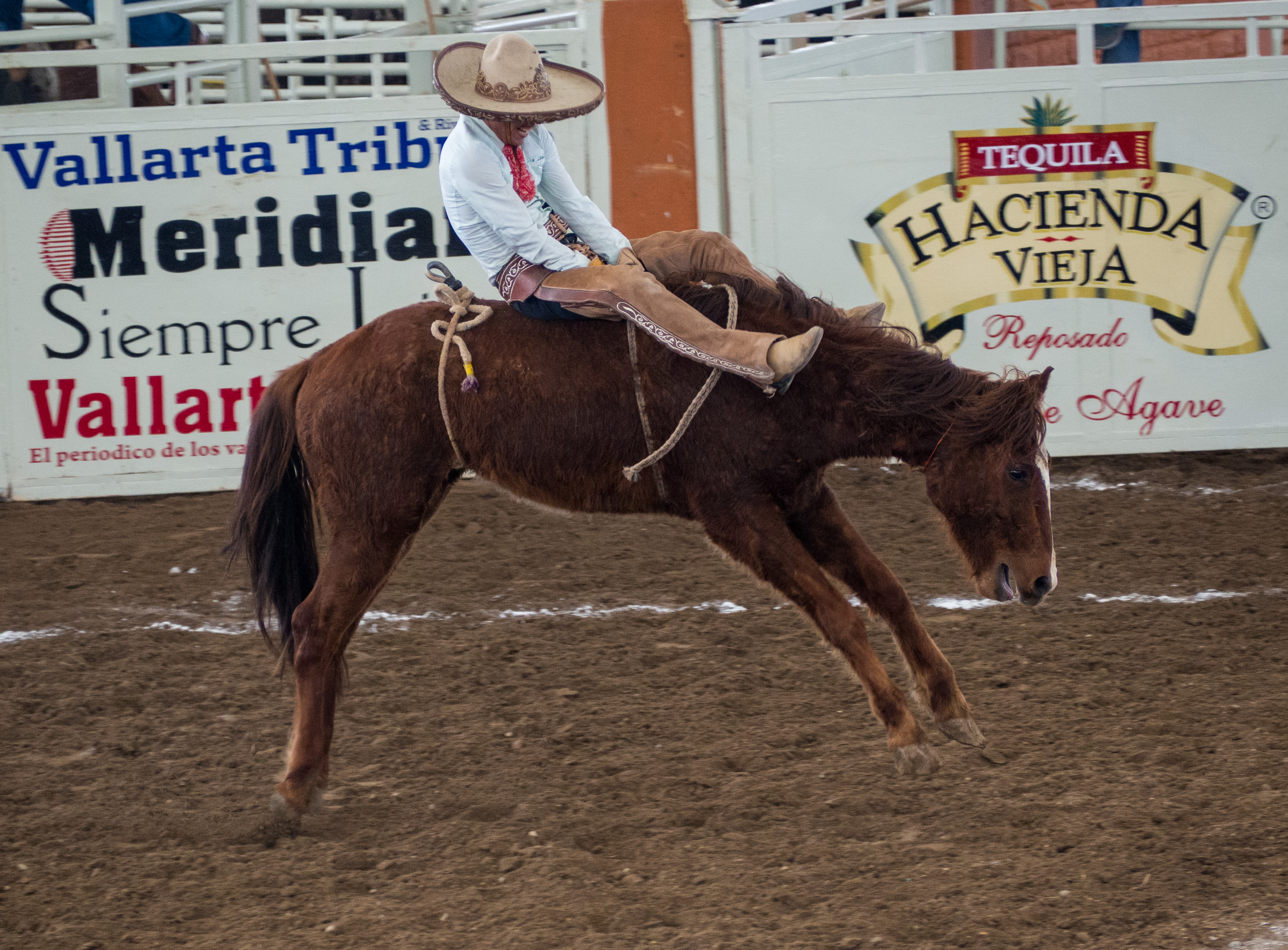
Charro interpretando el Jineteo de Yegua.

Este evento es similar a montar un bronc sin pelo. Yegua significa yegua. Un caballo no entrenado, a menudo una yegua, se monta con una cuerda de toro. Se usan las dos manos y las piernas se sostienen horizontalmente contra el suelo. De manera similar al evento de monta de toros, los jinetes intentan permanecer en el caballo hasta que deje de moverse. La yegua estará encerrada y con un equipo de ayudantes que también se visten de charros, hasta dos pinzas dentro del anillo para estirar la correa, pudiendo contar con hasta tres ayudantes dentro de los cajones para sostener la cabeza de la yegua, apretar y sujetar. el jinete por el cinturón, para que se pueda montar y acomodar, dará la indicación para abrir la puerta del cajón, la tarea comienza en el momento en que los jueces dan la orden de contar el tiempo para apretar, y finaliza cuando el charro desmonta por alguna razón.

### Manganas a pie o a caballo

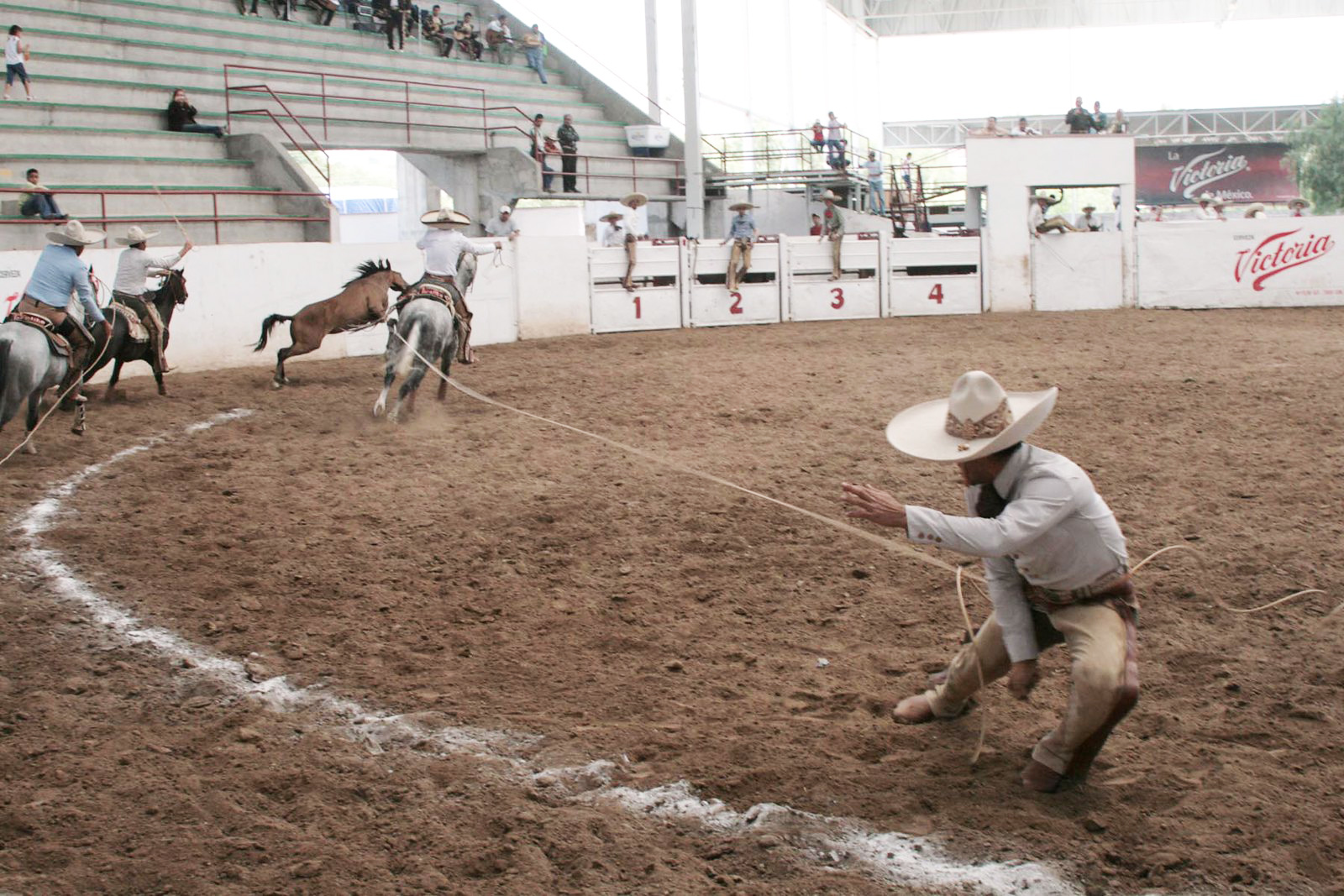
Charro interpretando la Mangana a Pie.

Manganas a Pie consiste en un charro a pie al que se le dan tres oportunidades y ocho minutos para atar un caballo con su lazo por sus patas delanteras y hacer que caiga y ruede una vez. El charro manganeador puede ubicarse en cualquier lugar de la arena a una distancia mínima de cuatro metros de la valla perimetral, después de hacer florecer su cuerda (haciendo trucos con la cuerda) el charro lanza su lazo a su objetivo, que es el caballo solitario que se pavonea junto a otros 3 caballos. que están siendo montados por otro charro, tratando de no atrapar a ninguno de los otros 3 caballos. Manganas a Caballo es un concepto similar pero en cambio a caballo.
Los puntos se otorgan por el tiempo y los trucos con la cuerda siempre que el caballo esté atado de acuerdo con las reglas nacionales. Los puntos por los tres intentos son acumulativos. El tiempo para ejecutar las manganas tanto a pie como a caballo será de 8 minutos, solo se autorizará y el cronómetro se detendrá para el primer cambio de yegua, así como por accidente o porque la yegua salte o salga del ring, el temporizador para posteriores cambios de yegua.

### Paso de la muerte

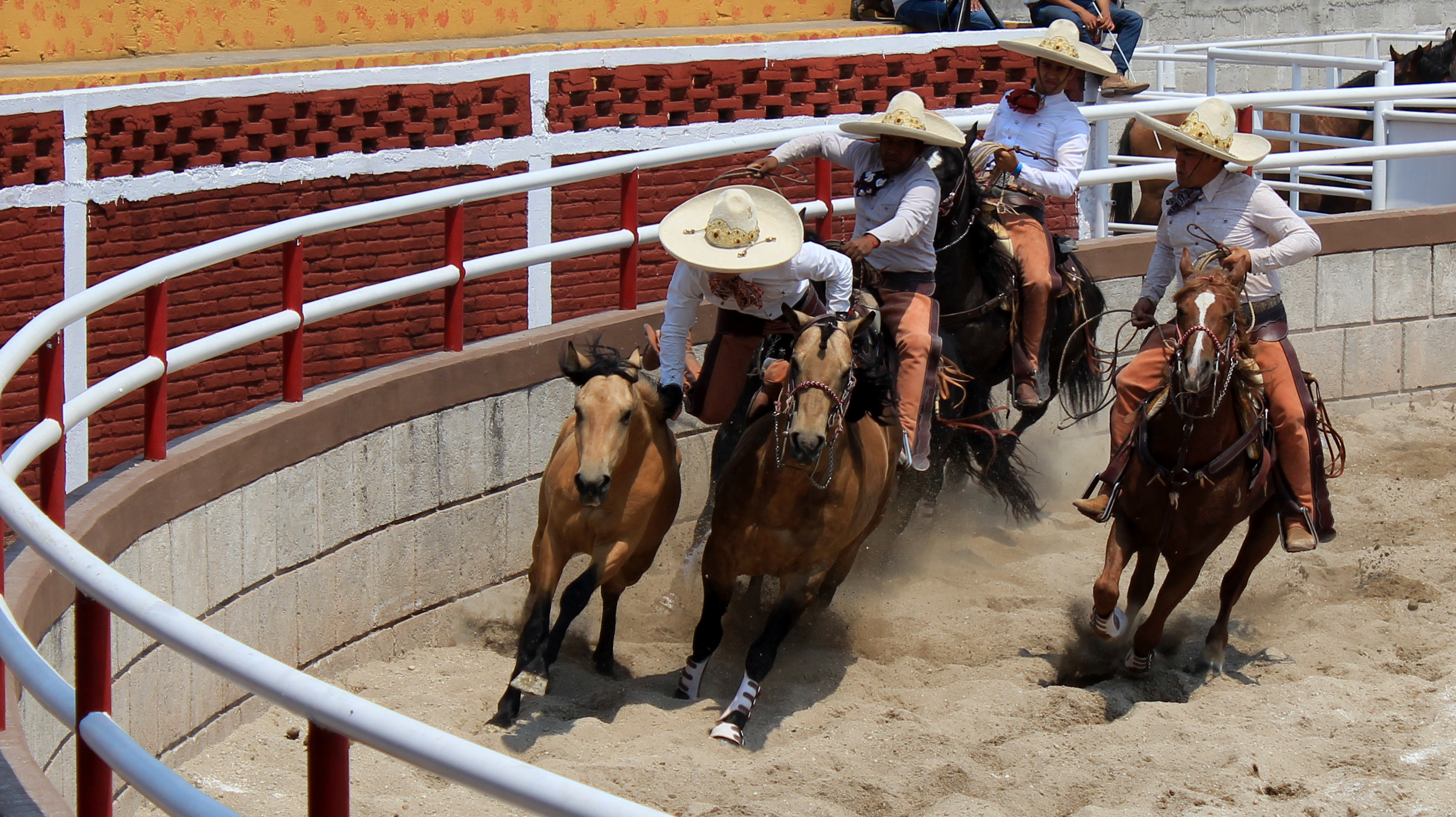
Charros haciendo un Paso de la Muerte.

Este evento consiste en un charro montado a pelo, con riendas, tratando de saltar de su propio caballo al lomo desnudo de un caballo suelto, intacto y sin riendas y montarlo hasta que deja de dar vueltas. El evento recibe su nombre de la alta cantidad de riesgo de la actuación si se realiza de forma incorrecta, ya que este movimiento puede ser fatal para la persona que lo ejecuta ya que puede caer debajo del animal y ser pisoteado mal por los otros tres jinetes que arreaban al animal. Esto se hace al revés a veces para mostrar.

## Celebración

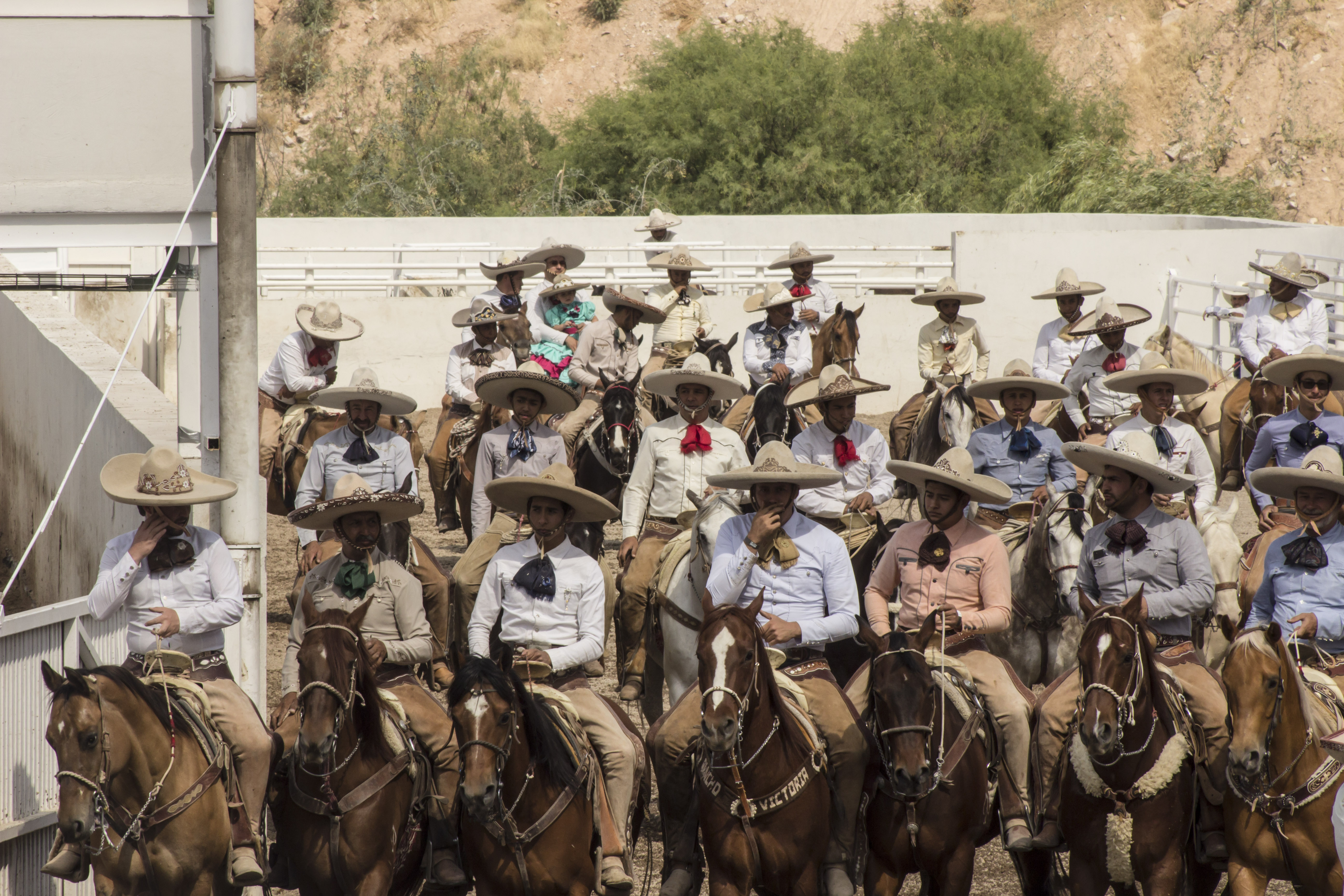
Charros desfilando a caballo en una charreada.

Cuando se celebra una charreada, la ceremonia de apertura, las organizaciones y participantes desfilan hacia la arena (el lienzo) a caballo, generalmente acompañados por una banda de mariachis que toca la Marcha Zacatecas y rinde honores a la bandera mexicana. Esto significa la larga tradición de los Charros como un brazo auxiliar del Ejército Mexicano. La chaqueta corta de charro recuerda a la que usan los miembros del Ejército de Villa.
La charreada en sí consta de nueve eventos de puntuación organizados en un orden particular (nueve para los hombres y uno para las mujeres). Dos o más equipos, llamados asociaciones, compiten entre sí. Los equipos pueden competir para convertirse en campeones estatales, regionales y nacionales. Los competidores son juzgados tanto por el estilo como por la ejecución.
Un playout de una charreada generalmente seguirá el orden de:
1. Cala de caballo (prueba del caballo) -  suerte masculino
2. Piales en lienzo (lazo de los pies) - suerte masculino
3. Colas en el lienzo o coleadero - suerte masculino
4. Escaramuza (escaramuza de mujeres) - suerte femenina
5. Jineto de toro - suerte masculino
6. Terna en el ruedo (equipos de tres) - suerte masculino
7. Jineteo de yegua - suerte masculino
8. Manganas a pie (sobre lazada de pies) - suerte masculino
9. Manganas a caballo - suerte masculino
10. El paso de la muerte - suerte masculino

## Congreso y Campeonato Nacional Charro
El Congreso y Campeonato Nacional Charro es un evento de 17 días donde equipos charros y escaramuzas de todo México y Estados Unidos compiten a nivel nacional o organizado por la Federación Mexicana de Charrería.
En el 2021, 144 equipos de charros y 112 escaramuzas (equipos de charras) compitieron en la ciudad sede de Aguascalientes, el equipo Rancho El Quevedeño del estado de Nayarit fueron los grandes campeones nacionales del 2021, con un puntaje final de 330 puntos, el equipo Rancho Las Cuatas del estado de Nayarit fueron los subcampeones con 312 puntos y el equipo Charros de La Laguna “A” del estado de Durango quedaron en tercer lugar con 303 puntos. El equipo Soles del Desierto del estado de Chihuahua se coronó reinas nacionales de la escaramuza con 309.33 puntos, el equipo Sanmarqueña de Aguascalientes fue el subcampeón con 306.66 puntos y el tercer lugar fue E.M.T Rancho El Herradero de Jalisco con 290.66 puntos. José Andrés Aceves Aceves del estado de Nayarit, fue titulado 2021 Rey de Charros Completos. La ceremonia formal de premiación estuvo encabezada por el Gobernador Constitucional del Estado de Aguascalientes, C.P. Martín Orozco Sandoval frente a una plétora de San Marcos Arena donde el gobernador también felicitó a los 144 equipos, 112 escaramuzas y 16 charros completos que participaron de los 32 estados de México y otros países.
Los premios de los campeonatos de charrería pueden incluir cosas como sillas de montar, remolques de caballos, trofeos o a veces dinero. Aunque la mayoría de los charros lo hacen sin un incentivo económico (de hecho acaban pagando por charrear, como ocurre en otros deportes amateurs), hay personas que se dedican plenamente a la charrería y viven de ella. El sueldo de un charro profesional es variable. Un charro puede ganar hasta 20 o 25 mil pesos mexicanos al mes.

## Equipos y asociaciones
Los charros se agrupan en asociaciones inscritas en la Federación Mexicana de Charrería (federación nacional de charros fundada el 16 de diciembre de 1933), dichas asociaciones son equipos o escuadrones en los que los charros se organizan para prácticas y competencias y en algunas ocasiones para levantar Fondos para la construcción o compra de instalaciones. Las escaramuzas (grupos de mujeres charras) se organizan de manera similar donde están conformadas por ocho miembros oficiales y cada participante debe pertenecer a la Federación Mexicana de Charrería y cumplir con las normas establecidas por la institución. Para competir en una charreada o jaripeo, todas las asociaciones deben tener una licencia de la federación y los competidores deben estar certificados como charros. 

## Himno
El domingo 14 de octubre de 2012, en el marco de la inauguración del LXIII Congreso Nacional Charro en Zacatecas, el Gobernador del Estado Miguel Alonso Reyes y el presidente de la Federación Mexicana de Charrería, Jaime Castruita Padilla, firmaron el convenio por el cual se La Federación Mexicana de Charrería adoptó la letra y música de la "Marcha Zacatecas" como Himno Nacional Charro. Canción compuesta por Genaro Codina en 1892.